# Manchukuo
```
   |-
       |
Erro:
:  
valor não especificado para "
nome_comum
"

   |-
       | 
Erro:
:  
valor não especificado para "
continente
"
```

Manchukuo, oficialmente Estado da Manchúria (Chinês tradicional: 滿洲國; pinyin: Mǎnzhōuguó; Japonês: 満州国; rōmaji: Manshūkoku; literalmente: "Estado da Região Manchu") antes de 1934 e Império da Manchúria (Chinês tradicional: 大滿洲帝国; pinyin: Dà Mǎnzhōu dìguó; Japonês: 大満州帝国; rōmaji: Dai Manshū teikoku; literalmente: "Império da Grande Manchúria"), foi um estado-fantoche do Império do Japão no nordeste da China que existiu de 1932 até sua dissolução em 1945. Foi ostensivamente fundada como uma república, sendo o seu território constituído pelas terras confiscadas na invasão japonesa da Manchúria; mais tarde foi declarada uma monarquia constitucional em 1934, embora muito pouco tenha mudado no funcionamento real do governo. Manchukuo recebeu reconhecimento diplomático limitado, principalmente de estados alinhados com as Potências do Eixo, sendo a sua existência amplamente vista como ilegítima.
A região hoje conhecida como Manchúria tinha sido historicamente a pátria do povo Manchu, embora no século XX eles já tivessem se tornado uma minoria na região, com os chineses Han constituindo de longe o maior grupo étnico. A Dinastia Qing liderada pelos Manchus, que governava a China desde o século XVII, foi derrubada com a abolição permanente do sistema dinástico na Revolução Xinhai de 1911, com Pu Yi, o último Imperador da China, forçado a abdicar aos seis anos de idade. Em 1931, a Manchúria foi invadida e ocupada pelo Império do Japão após o incidente de Mukden. Um governo fantoche foi estabelecido no ano seguinte, com Pu Yi trazido pelos japoneses para servir como regente nominal, embora ele próprio não tivesse poder político real. As autoridades japonesas finalmente tomaram todas as decisões pertinentes e exerceram controle total sobre o tribunal e a segurança pessoal de Pu Yi. Após a transição nominal da república para o império, Pu Yi foi proclamado imperador de Manchukuo.
A população japonesa da Manchúria aumentou dramaticamente durante este período, em grande parte devido aos esforços do Japão para reassentar jovens agricultores pobres em terras das ilhas interiores. Em 1945, mais de um milhão de japoneses haviam se estabelecido em Manchukuo. A população coreana da região também aumentou durante este período. As regiões na parte ocidental do país com grandes populações mongóis eram governadas sob um sistema ligeiramente diferente, refletindo as tradições distintas ali existentes. O extremo sul da Península de Liaodong, hoje cidade de Dalian, continuou a ser governado diretamente pelo Japão como Território Alugado de Kwantung até o fim da guerra.
O estado foi finalmente derrubado no final da Segunda Guerra Mundial com a invasão soviética da Manchúria em agosto de 1945; seu governo foi formalmente dissolvido após a rendição japonesa em setembro. O território foi formalmente transferido para a administração chinesa no ano seguinte. 

## Nomes
O nome é escrito com os mesmos caracteres Han, compartilhando o mesmo significado em japonês e chinês, permitindo o uso de caracteres simplificados e variantes que existem em ambos os idiomas. Em chinês, o nome de Manchukuo costuma ser prefixado com 偽; wěi; para sublinhar a sua aparente ilegitimidade.
Em inglês, "Manchukuo" deriva da romanização de Wade-Giles Man-chou-kuo, incorporando o demônio anglicizado "Manchu". Outras línguas europeias usaram termos equivalentes: Manchukuo era conhecido pelos seus aliados do Eixo como Manciukuò em italiano e Mandschukuo ou Mandschureich em alemão.
Manchukuo era frequentemente referido simplesmente como "Manchúria", um termo desconhecido na China; a sua utilização já tinha sido amplamente encorajada pelos japoneses, a fim de conotar um nível de separação do resto da China.   Isto contrastava fortemente com a posição defendida pelos Qing, de que os Manchus eram um dos vários povos chineses integrais, sendo a sua pátria parte integrante da China. O historiador Norman Smith escreveu que “o termo "Manchúria" é controverso”.  A professora Mariko Asano Tamanoi observou que “usaria o termo entre aspas”.  Herbert Giles escreveu que o nome era desconhecido do próprio povo Manchu como uma designação geográfica.  Em 2012, o professor Chad D. Garcia observou que o uso do termo estava em desuso na "prática acadêmica atual", preferindo "o nordeste (da China)". 
O nome do país foi mudado para "Império da Manchúria" em 1934, após a coroação de Pu Yi como Imperador Kangde. O nome em chinês e japonês se traduz literalmente como "Império da Grande Manchúria", com o prefixo 大; dà; sugere nomes oficiais de dinastias chinesas anteriores, como "Grande Ming" e "Grande Qing", embora isso tenha passado despercebido nas traduções para o inglês.

## História

### Prelúdio
A dinastia Qing foi fundada no século XVII por Manchus vindos do nordeste da China, conquistando as dinastias etnicamente Han Shun e Ming. Ao se estabelecerem, os Qing referiram-se ao seu estado como 中國; Zhōngguó; em chinês e equivalentemente como ᡩᡠᠯᡳᠮᠪᠠᡳ
ᡤᡠᡵᡠᠨ;  Dulimbai gurun no Manchu.  O nome foi usado em documentos e tratados oficiais e na condução de relações exteriores. Os Qing equipararam o território do seu estado, que entre outras regiões incluía os atuais Manchúria, Xinjiang, Mongólia e Tibete, com a ideia da própria “China”, rejeitando noções de que apenas as áreas Han eram partes centrais da China. Os Qing consideravam a China fundamentalmente multiétnica: o termo “povo chinês” referia-se a todos os súditos Han, Manchu e Mongóis dentro do império; da mesma forma, o termo "língua chinesa" foi usado para se referir às línguas manchu e mongol, além das variedades linguísticas que descendem do chinês antigo. Além disso, os Qing declararam explicitamente em vários éditos, bem como no Tratado de Nerchinsk, que as províncias de origem Manchu pertenciam à China. 
A pátria Manchu era conhecida como 三東省; Sān dōngshěng; durante a dinastia Qing, sendo essas províncias Jilin, Heilongjiang e Liaoning. Essas regiões foram delineadas pela primeira vez em 1683, mas não se tornariam províncias reais até 1907.  Jilin e Heilongjiang, consideradas principalmente Manchus, foram separadas de Han Liaoning ao longo da Paliçada de Salgueiro, com o movimento interno e a migração regulados pela etnia. Estas políticas continuaram até depois do fim da Segunda Guerra do Ópio no final do século XIX, quando o governo começou a encorajar ondas massivas de migração Han para o nordeste, conhecidas coletivamente como Chuang Guandong, a fim de evitar que o Império Russo se apoderasse de mais da área. Em 1907, as três províncias que constituem a Manchúria foram oficialmente constituídas, e o cargo de Vice-Rei das Três Províncias do Nordeste foi estabelecido para governá-las.

### Declínio Qing e aumento do nacionalismo
À medida que o poder da corte em Pequim enfraquecia, muitas das áreas periféricas do império ou se libertaram (como Kashgar) ou caíram sob o controlo das potências imperialistas ocidentais. O Império Russo estava de olho nos territórios do norte de Qing e, por meio de tratados desiguais assinados em 1858 e 1860, anexou finalmente enormes extensões de território adjacentes ao rio Amur, agora conhecidas coletivamente como Manchúria Exterior  À medida que Qing continuava a enfraquecer, a Rússia fez novos esforços para assumir o controle do resto da Manchúria. Na década de 1890, a região estava sob forte influência russa, simbolizada pela Ferrovia Oriental Chinesa, construída na Rússia, que ia de Harbin a Vladivostok.
A ultranacionalista japonesa Sociedade Dragão Negro inicialmente apoiou as atividades de Sun Yat-sen contra o estado Qing, na esperança de que uma derrubada dos Qing permitiria uma tomada japonesa da pátria Manchu, com a crença de que os chineses Han não se oporiam a isso. Tōyama Mitsuru, que era o líder da Sociedade e também membro da sociedade secreta pan-asiática Gen'yōsha, também acreditava que os revolucionários anti-Qing até ajudariam os japoneses a assumir o controle, bem como os ajudariam a ampliar o mercado de ópio. comércio que os Qing estavam atualmente tentando destruir. A Sociedade apoiaria Sun e outros revolucionários anti-Manchu até o colapso final da dinastia Qing. No Japão, muitos revolucionários anti-Qing reuniram-se no exílio, onde fundaram e operaram o movimento de resistência Tongmenghui, cuja primeira reunião foi organizada pela Sociedade Dragão Negro. A Sociedade Dragão Negro teve um grande impacto especificamente em Sun, cultivando um relacionamento íntimo com ele. Sun frequentemente promovia o pan-asianismo e às vezes até se fazia passar por japonês. Na sequência da Revolução Xinhai, os Dragões Negros começaram a infiltrar-se na China, fazendo incursões na venda de ópio e espalhando o sentimento anticomunista. Eventualmente, eles também começaram a agitar diretamente pela tomada japonesa da Manchúria.
Com a Guerra Russo-Japonesa, a influência japonesa substituiu em grande parte a da Rússia na Manchúria. O Japão mobilizou um milhão de soldados para combater os russos na Manchúria, um em cada oito famílias japonesas.  Apesar do sucesso chocante, os militares japoneses sofreram pesadas perdas, incorrendo em última análise em cerca de 500.000 vítimas.  A guerra fez com que muitos japoneses desenvolvessem uma atitude mais possessiva em relação à Manchúria, tendo o Japão sacrificado muito enquanto lutava em território da Manchúria.  A partir de 1905, as publicações japonesas frequentemente descreveram a Manchúria como uma terra "sagrada" e "santa", onde muitos japoneses morreram como mártires.  A guerra quase levou o Japão à falência, forçando os japoneses a aceitar o Tratado de Portsmouth de compromisso mediado pelo Presidente Theodore Roosevelt dos Estados Unidos, ao abrigo do qual o Japão obteve ganhos, mas em nenhum lugar na medida que o público japonês esperava.  O Tratado de Portsmouth desencadeou um motim antiamericano em Tóquio entre 5 e 7 de setembro de 1905, já que o ponto de vista geral no Japão era que os japoneses haviam vencido a guerra, mas perdido a paz. A percepção no Japão era que o Tratado de Portsmouth era um desastre diplomático humilhante que não colocou toda a Manchúria na esfera de influência japonesa como amplamente esperado, e a questão da Manchúria ainda era um "assunto inacabado" que um dia seria resolvido pelo Exército Imperial.  Em 1906, o Japão estabeleceu a Ferrovia do Sul da Manchúria na metade sul da antiga Ferrovia Oriental da China construída pela Rússia de Manzhouli a Vladivostok via Harbin com um ramal de Harbin a Port Arthur, agora conhecido como Dalian.
Nos termos do Tratado de Portsmouth, o Exército Kwantung tinha o direito de ocupar o sul da Manchúria enquanto a região caía na esfera de influência económica japonesa.  A empresa South Manchurian Railroad, de propriedade japonesa, tinha uma capitalização de mercado de 200 milhões de ienes, tornando-a a maior corporação da Ásia, que ia além de apenas administrar a antiga rede ferroviária russa no sul da Manchúria, passando a possuir portos, minas, hotéis, linhas telefônicas e diversos outros negócios, dominando a economia da Manchúria.  Com o crescimento da empresa Ferroviária da Manchúria do Sul (Mantetsu), ocorreu um crescimento no número de japoneses que viviam na Manchúria, de uma população japonesa de 16.612 em 1906 para uma de 233.749 em 1930.  A maioria dos operários de Mantetsu eram chineses, e os japoneses eram em sua maioria de colarinho branco, o que significa que a maioria dos japoneses que viviam na Manchúria eram pessoas de classe média que se viam como uma elite.  No Japão, a Manchúria era amplamente vista como análoga ao Velho Oeste: uma perigosa região fronteiriça cheia de bandidos, revolucionários e senhores da guerra, mas também uma terra de riqueza e promessas ilimitadas, onde era possível que as pessoas comuns se tornassem muito abastadas.  Durante o período entre guerras, a Manchúria tornou-se mais uma vez um campo de batalha político e militar entre a Rússia, o Japão e a China. O Japão Imperial moveu-se para os territórios do Extremo Oriente da Rússia, aproveitando-se do caos interno que se seguiu à Revolução Russa. No entanto, nos anos que se seguiram ao estabelecimento da União Soviética, uma combinação de sucessos militares soviéticos e pressão económica americana forçou os japoneses a retirarem-se da área, e a Manchúria Exterior estaria sob controlo soviético em 1925.

### Invasão japonesa e estabelecimento de Manchukuo

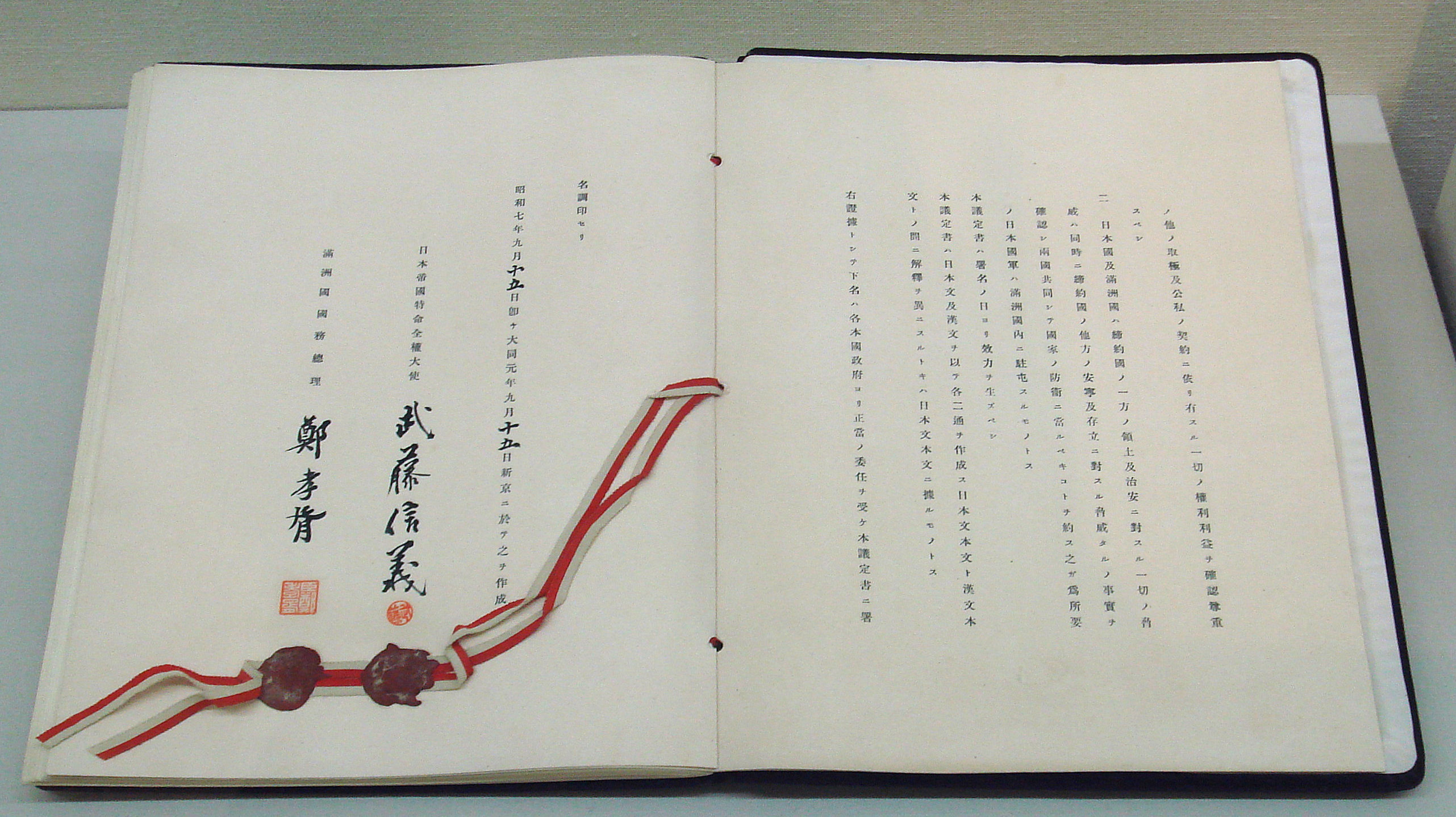
O Protocolo Japão-Manchukuo assinado em 15 de setembro de 1932

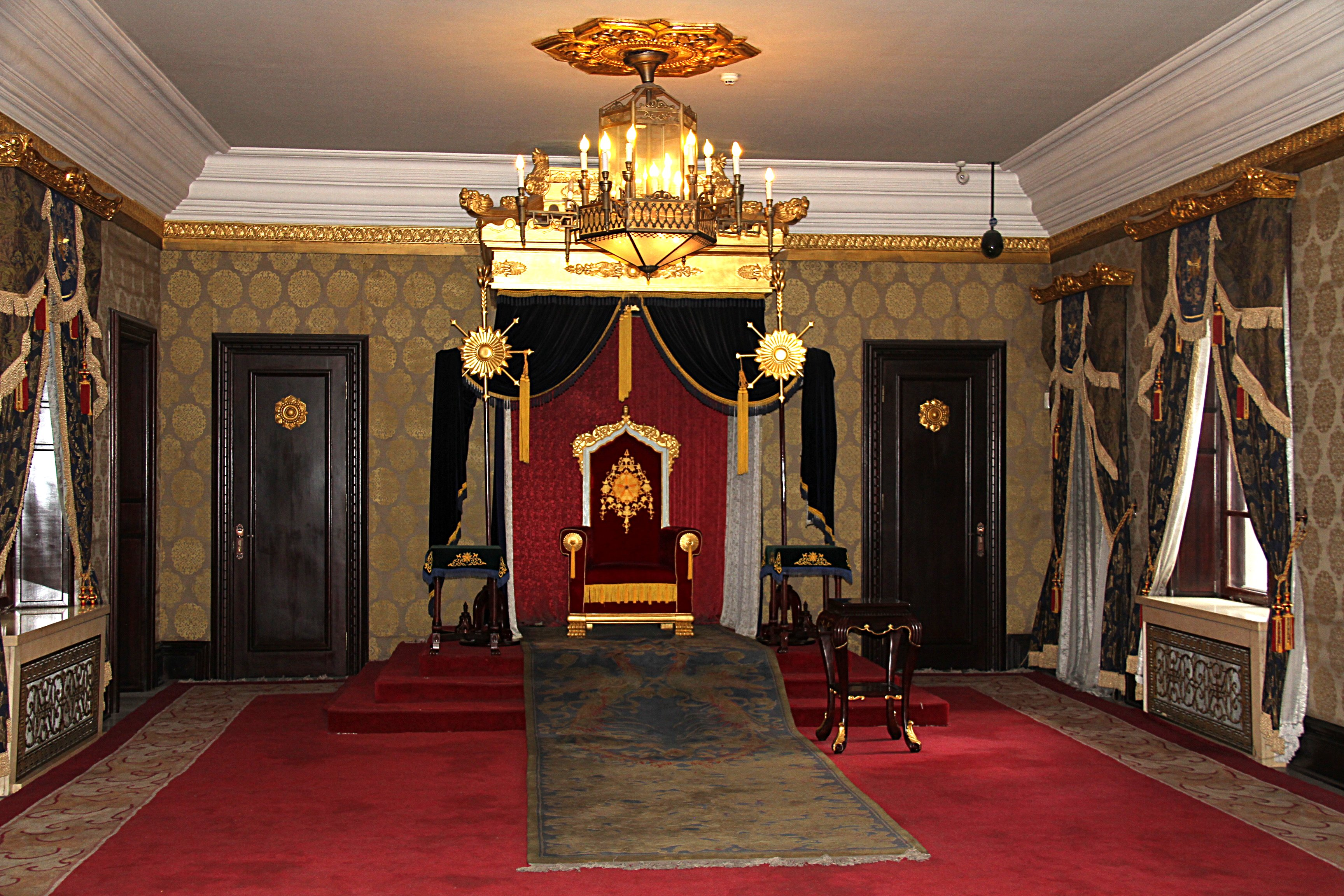
Trono do Imperador de Manchukuo

Durante a Era dos Senhores da Guerra, o marechal Zhang Zuolin estabeleceu-se na Manchúria com apoio japonês. Mais tarde, o Exército Japonês de Kwantung o considerou muito independente, então ele foi assassinado em 1928. Ao assassinar o marechal Zhang, o 'Velho Marechal', os generais do Exército Kwantung esperavam que a Manchúria caísse na anarquia, fornecendo o pretexto para a tomada da região.  O marechal Zhang foi morto quando a ponte que seu trem atravessava explodiu enquanto três homens chineses foram assassinados e equipamentos explosivos foram colocados em seus cadáveres para fazer parecer que eles eram os assassinos, mas a conspiração foi frustrada quando o filho de Zhang, Zhang Xueliang, o O 'Jovem Marechal' o sucedeu sem incidentes, enquanto Tóquio se recusou a enviar tropas adicionais para a Manchúria.  Dado que o Exército Kwantung tinha assassinado o seu pai, o "Jovem Marechal" - que, ao contrário do seu pai, era um nacionalista chinês - tinha fortes razões para não gostar da posição privilegiada do Japão na Manchúria.  O marechal Zhang sabia que as suas forças eram demasiado fracas para expulsar o Exército Kwantung, mas as suas relações com os japoneses foram hostis desde o início. 
Após a invasão japonesa da Manchúria em 1931, os militaristas japoneses avançaram para separar a região do controle chinês e criar um estado fantoche alinhado ao Japão. Para criar um ar de legitimidade, o último imperador da China, Pu Yi, foi convidado a vir com os seus seguidores e atuar como chefe de estado da Manchúria. Um de seus fiéis companheiros foi Zheng Xiaoxu, um reformista e legalista Qing.
O "Conselho Administrativo Supremo do Nordeste"  foi estabelecido como uma organização fantoche japonesa na Manchúria após o Incidente de Mukden. Em 16 de fevereiro de 1932, o Exército Imperial sediou a "Conferência de Fundação" ou "Conferência dos Quatro Grandes" com o governador de Liaoning, Zang Shiyi, o governador de Heilongjiang, Zhang Jinghui, o comandante do Exército Provincial de Kirin, Xi Qia, e o general Ma Zhanshan, a fim de estabelecer o Comitê Administrativo do Nordeste. Na segunda reunião do comitê, os quatro mencionados mais Tang Yulin, Ling Sheng e Qimote Semupilei foram nomeados presidentes. No dia 18 de fevereiro, o Conselho emitiu um comunicado anunciando que “as províncias do Nordeste são totalmente independentes”.
Em 18 de fevereiro de 1932  Manchukuo foi proclamado pelo Conselho Administrativo Supremo do Nordeste nominalmente no controle da região. Em 25 de fevereiro, o Conselho decidiu que o nome do novo país (Manchukuo), a bandeira nacional, o nome da era e muito mais. Manchukuo foi formalmente estabelecido em 1 de março em Xinjing, e o conselho foi abolido. Recebeu o reconhecimento formal do Japão em 15 de setembro de 1932 através do Protocolo Japão-Manchukuo, após o assassinato do primeiro-ministro japonês Inukai Tsuyoshi. A cidade de Changchun —renomeada 新京; Xīnjīng   — tornou-se a capital de Manchukuo. Os chineses locais organizaram exércitos voluntários para se oporem aos japoneses e o novo estado exigiu uma guerra que durasse vários anos para pacificar o país.

### Transição nominal para monarquia

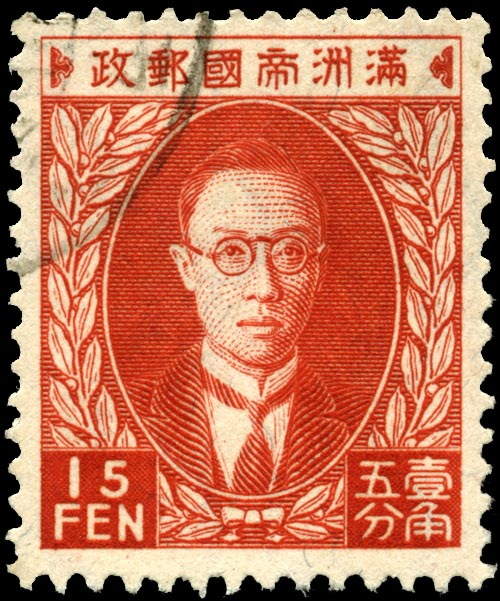
Selo Manchukuoan 15-fen com uma efígie de Pu Yi

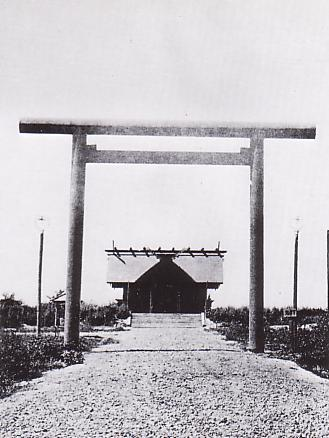
Santuário xintoísta em Qiqihar, Heilongjiang, tomado antes de 1945

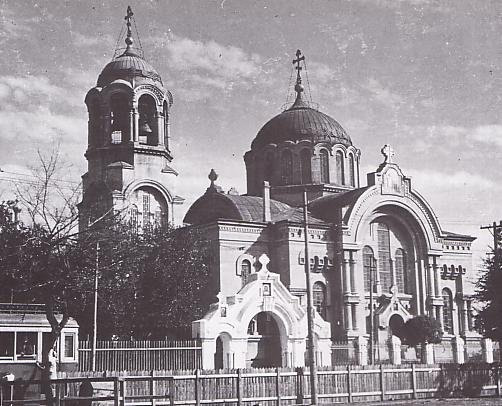
Igreja Ortodoxa Russa em Harbin

Manchukuo foi proclamada monarquia em 1 de março de 1934, com Pu Yi assumindo o trono com o nome da época de Kangde. Ele foi nominalmente auxiliado em suas funções executivas por um Conselho Privado e um Conselho de Estado de Assuntos Gerais. Este Conselho de Estado era o centro do poder político e consistia em vários ministros, cada um assistido por um vice-ministro japonês. O comandante-chefe do Exército Kwantung também serviu como embaixador oficial do Japão no estado. Ele funcionava de maneira semelhante aos oficiais residentes nos impérios coloniais europeus, com a capacidade adicional de vetar decisões do imperador. A liderança do Exército de Kwantung colocou vice-ministros japoneses em seu gabinete, enquanto todos os conselheiros chineses renunciaram gradualmente ou foram demitidos.
Zheng Xiaoxu serviu como primeiro primeiro-ministro de Manchukuo até 1935, quando Zhang Jinghui o sucedeu. Puyi nada mais era do que uma figura de proa e a autoridade real estava nas mãos dos oficiais militares japoneses. Um palácio imperial foi construído especialmente para o imperador. Todos os ministros manchus serviram como líderes de seus vice-ministros japoneses, que tomavam todas as decisões.
Desta forma, o Japão separou formalmente Manchukuo da China ao longo da década de 1930. Com o investimento japonês e os ricos recursos naturais, a área tornou-se uma potência industrial. Manchukuo tinha suas próprias notas e selos postais emitidos. Vários bancos independentes também foram fundados.
A conquista da Manchúria provou ser extremamente popular entre o povo japonês, que via a conquista como uma "tábua de salvação" económica muito necessária para a sua economia, que tinha sido gravemente prejudicada pela Grande Depressão.  A própria imagem de uma "tábua de salvação" sugeria que a Manchúria - que era rica em recursos naturais - era essencial para o Japão recuperar da Grande Depressão, o que explica porque é que a conquista foi tão popular na altura e mais tarde porque o povo japonês foi tão completamente hostil a qualquer sugestão de abandonar a Manchúria.  Na época, a censura no Japão não era nem de longe tão rigorosa como se tornaria mais tarde, e a historiadora americana Louise Young observou: "Se quisessem, teria sido possível em 1931 e 1932 que jornalistas e editores expressassem sentimentos anti-guerra ".  A popularidade da conquista significou que jornais como o Asahi Shimbun, que inicialmente se opôs à guerra, rapidamente se voltaram para apoiar a guerra como a melhor forma de melhorar as vendas.  A conquista da Manchúria também foi apresentada como uma solução para os "negócios inacabados" deixados pela guerra Russo-Japonesa que finalmente desfez um dos termos-chave do Tratado de Portsmouth. A canção mais popular no Japão em 1932 foi a Marcha da Manchúria, cujos versos proclamavam que a tomada da Manchúria em 1931-32 foi uma continuação daquilo pelo que o Japão lutou contra a Rússia em 1904-1905, e os fantasmas dos soldados japoneses mortos no A Guerra Russo-Japonesa podia agora ficar tranquila, pois os seus sacrifícios não tinham sido em vão. 
Em 1935, Manchukuo comprou a Ferrovia Oriental Chinesa da União Soviética.

Localização de Manchukuo (vermelho mais escuro) na Esfera de Co-Prosperidade do Grande Leste Asiático, 1939

### Segunda Guerra Sino-Japonesa
Durante a Segunda Guerra Sino-Japonesa, os japoneses usaram Manchukuo como base para conduzir a sua invasão do resto da China. O general manchu Tong Linge foi morto em combate pelos japoneses na Batalha de Beiping–Tianjin, que marcou o início da Segunda Guerra Sino-Japonesa. No verão de 1939, uma disputa fronteiriça entre Manchukuo e a República Popular da Mongólia resultou na Batalha de Khalkhin Gol. Durante esta batalha, uma força combinada soviético-mongol derrotou um exército Kwantung com apoio limitado de Manchukuo.

### Invasão soviética, dissolução e consequências
Em 8 de agosto de 1945, a União Soviética declarou guerra ao Japão, de acordo com o acordo da Conferência de Ialta, e invadiu Manchukuo da Manchúria Exterior e da Mongólia Exterior. Durante a ofensiva soviética, o Exército Imperial de Manchukuo, no papel uma força de 200.000 homens, teve um desempenho fraco e unidades inteiras se renderam aos soviéticos sem disparar um único tiro; houve até casos de motins armados e motins contra as forças japonesas.  Puyi abdicou em 17 de agosto e esperava escapar para o Japão para se render aos americanos, mas os soviéticos o capturaram e eventualmente o extraditaram para o governo da China, quando o Partido Comunista Chinês chegou ao poder em 1949, onde as autoridades o prenderam. sob a acusação de crimes de guerra, juntamente com todos os outros oficiais Manchukuo capturados. 
De 1945 a 1948, a Manchúria serviu como base de operações do Exército de Libertação Popular contra o Exército Nacional Revolucionário na Guerra Civil Chinesa. Os comunistas chineses usaram a Manchúria como palco até a retirada nacionalista final para Taiwan em 1949. Muitos soldados do exército Manchukuo e do pessoal japonês de Kantōgun serviram com as tropas comunistas durante a Guerra Civil Chinesa contra as forças nacionalistas. A maior parte dos 1,5 milhões de japoneses que haviam sido deixados em Manchukuo no final da Segunda Guerra Mundial foram enviados de volta à sua terra natal em 1946-1948 por navios da Marinha dos EUA na operação hoje conhecida como repatriação japonesa de Huludao.

## Política

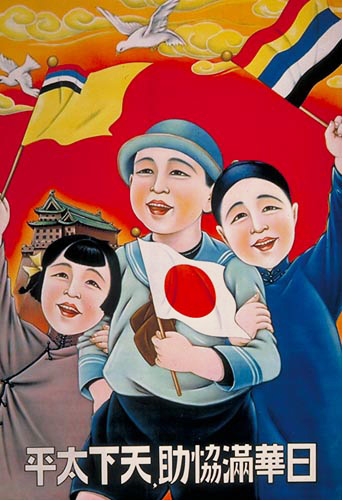
Cartaz de propaganda promovendo a harmonia entre os povos japonês, han e manchu. A legenda diz, da direita para a esquerda: “Com a cooperação do Japão, da China e de Manchukuo, o mundo pode estar em paz”.

Os historiadores geralmente consideram Manchukuo um estado fantoche do Japão Imperial  devido à contínua ocupação do país pelos militares japoneses e ao seu controle direto sobre o governo. Alguns historiadores vêem Manchukuo como um esforço para construir um estado japonês glorificado na Ásia continental que se deteriorou devido às pressões da guerra.

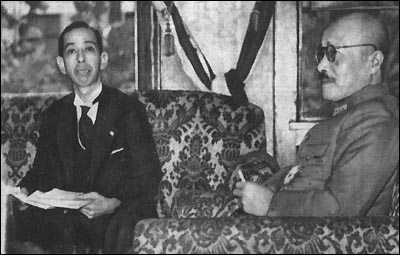
Hideki Tōjō (à direita) com Nobusuke Kishi, o principal arquiteto de Manchukuo durante 1935–39, conhecido como o "Monstro da Era Showa"

O Conselho Legislativo era em grande parte um órgão cerimonial, existindo para aprovar decisões emitidas pelo Conselho de Estado. O único partido político autorizado era a Associação Concordia, patrocinada pelo governo, embora vários grupos de emigrados tivessem permissão para criar suas próprias associações políticas, como o Partido Fascista Russo Branco.
A historiadora americana Louise Young observou que um dos aspectos mais marcantes de Manchukuo era que muitos dos jovens funcionários públicos japoneses que foram trabalhar em Manchukuo eram de esquerda, ou pelo menos já o foram.  Na década de 1920, grande parte da intelectualidade mais jovem do Japão rejeitou os valores dos seus pais e tornou-se activa em vários movimentos de esquerda. Começando com a Lei de Preservação da Paz de 1925, que considerava crime o próprio acto de pensar em “alterar o kokutai”, o governo embarcou numa campanha sustentada para esmagar todo o pensamento de esquerda no Japão. No entanto, muitos dos brilhantes jovens universitários activos em movimentos de esquerda no Japão eram necessários para servir como funcionários públicos em Manchukuo, o que Young observou levou o Estado japonês a embarcar numa política contraditória de recrutar as mesmas pessoas activas nos movimentos que estava tentando esmagar. "  Para governar Manchukuo, que desde o início teve uma economia muito estatista, o estado japonês precisava de graduados universitários que fossem fluentes em mandarim, e nas décadas de 1920-30, muitos dos graduados universitários no Japão que conheciam o mandarim eram" progressistas" envolvidos em causas de esquerda.  O fato de jovens funcionários públicos japoneses em Manchukuo, com formação em economia, sociologia, etc., que já haviam atuado em movimentos de esquerda, ajuda a explicar o impulso decididamente esquerdista da política social e políticas econômicas em Manchukuo, com o Estado desempenhando um papel cada vez mais importante na sociedade.  Da mesma forma, grande parte do debate entre os funcionários públicos japoneses sobre o tipo de políticas socioeconômicas que o Japão deveria seguir em Manchukuo na década de 1930 foi enquadrado em termos marxistas., com os funcionários públicos discutindo se a Manchúria antes de setembro de 1931 tinha uma economia "feudal" ou "capitalista".  O historiador americano Joshua Fogel escreveu sobre os jovens servos de Manchukuo: "Enormes debates ocorreram sobre coisas como o natureza da economia chinesa, e a língua franca destes debates sempre foi o marxismo".  Para resolver este debate, várias equipas de investigação de cinco ou seis jovens funcionários públicos, guardados por destacamentos do Exército Kwantung de cerca de 20 ou 30 homens, saíram para fazer pesquisas de campo em Manchukuo, recolhendo material sobre a vida das pessoas comuns., para determinar que Manchukuo estava no estágio de desenvolvimento "feudal" ou "capitalista".  A partir de 1936, o estado de Manchukuo lançou Planos Quinquenais para o desenvolvimento económico, que foram modelados de perto nos Planos Quinquenais da União Soviética. 
Em teoria, os japoneses estavam a criar um estado inteiramente novo e independente, e isso permitia um nível considerável de experimentação relativamente às políticas que o novo estado iria executar. Muitos graduados universitários no Japão, que se opunham ostensivamente ao sistema social dentro do próprio Japão, foram para Manchukuo com a crença de que poderiam implementar reformas que poderiam mais tarde inspirar políticas dentro do próprio Japão.  Este foi especialmente o caso porque era impossível efetuar quaisquer reformas no próprio Japão, já que o próprio ato de pensar em "alterar o kokutai " era um crime, o que levou muitos graduados universitários japoneses de esquerda a irem trabalhar em Manchukuo, onde acreditavam que poderiam alcançar o tipo de revolução social que era impossível no Japão.  Em 1933, o estado japonês havia essencialmente destruído tanto o Partido Socialista Japonês quanto o Partido Comunista Japonês através de prisões em massa e Tenkō com ambos os partidos reduzidos a meros traseiros, o que fez com que muitos estudantes esquerdistas japoneses chegassem à conclusão de que a mudança era impossível no Japão, mas ainda possível em Manchukuo, onde, paradoxalmente, o Exército Kwantung patrocinava o tipo de políticas que eram inaceitáveis no Japão.  Além disso, a Grande Depressão tornou muito difícil aos licenciados universitários no Japão encontrar trabalho, o que tornou a perspectiva de um emprego bem remunerado em Manchukuo muito atractiva para os licenciados universitários japoneses, que de outra forma estariam subempregados.  Em Manchukuo, o Estado japonês estava a criar um Estado inteiro de novo, o que significava que Manchukuo tinha uma necessidade desesperada de graduados universitários para trabalhar na sua recém-fundada função pública.  Além disso, a retórica pan-asiática de Manchukuo e a perspectiva de o Japão ajudar as pessoas comuns na Manchúria atraíram muito a juventude idealista do Japão.  Young escreveu sobre os jovens japoneses que foram trabalhar em Manchukuo: “Os homens e, em alguns casos, as mulheres, que responderam ao chamado desta terra de oportunidades, trouxeram consigo um tremendo impulso e ambição. próprias vidas, refizeram um império. Investiram-no com as suas preocupações de modernidade e com os seus sonhos de um futuro utópico. Eles forçaram-no a abraçar a retórica idealista da reforma social e justificaram-se em termos da aspiração nacionalista chinesa. Eles transformaram-no em ostentação arquitectónica e o luxo inebriante do consumo colonial. Eles transformaram-no num projeto de mudança radical, experimentação e possibilidade". 

Mapa dos planos japoneses do Hokushin-ron para um potencial ataque à União Soviética. As datas indicam o ano em que o Japão ganhou o controle do território.

O Exército Kwantung, por sua vez, tolerou o discurso da revolução social em Manchukuo como a melhor forma de obter o apoio da maioria Han de Manchukuo, que não queria que a Manchúria fosse separada da China.  Ainda mais ativos na ida para Manchukuo foram os produtos do Tenkō ("mudança de direção"), um processo de lavagem cerebral pela polícia de ativistas de esquerda para fazê-los aceitar que o Imperador era, afinal, um deus, a quem eles deveriam servir melhor. .  Tenko foi um processo muito bem sucedido que transformou jovens japoneses, que outrora tinham sido liberais ardentes ou esquerdistas que rejeitavam a ideia de que o Imperador era um deus, em direitistas fanáticos, que compensaram as suas dúvidas anteriores sobre a divindade do Imperador com entusiasmo militante.  Um tenkosha foi Tachibana Shiraki, que já foi um sinólogo marxista que, após ser preso e submetido ao tenko, tornou-se um fanático direitista.  Tachibana foi para Manchukuo em 1932, proclamando que a teoria das "cinco raças" trabalhando juntas era a melhor solução para os problemas da Ásia e argumentou nos seus escritos que apenas o Japão poderia salvar a China de si mesmo, o que representava uma mudança completa em relação às suas políticas anteriores. onde criticou o Japão por explorar a China.  Outros activistas de esquerda como Ohgami Suehiro não se submeteram ao tenko, mas mesmo assim foram trabalhar em Manchukuo, acreditando que era possível efectuar reformas sociais que acabariam com a condição "semifeudal" dos camponeses chineses de Manchukuo, e que ele poderia usar o Exército Kwantung para efetuar reformas de esquerda em Manchukuo.  Ohgami foi trabalhar no departamento de "economia agrícola" da Unidade de Pesquisa Social da empresa Ferroviária da Manchúria do Sul, escrevendo relatórios sobre a economia rural de Manchukuo que foram usados pelo Exército Kwantung e pelo estado de Manchukuo.  Ohgami acreditava que seus estudos ajudavam as pessoas comuns, citando um estudo que ele fez sobre o uso da água na zona rural de Manchukuo, onde notou uma correlação entre aldeias privadas de água e "banditismo" (a palavra-código para guerrilheiros antijaponeses), acreditando que o a política de melhoria do abastecimento de água nas aldeias deveu-se ao seu estudo.  A eclosão da guerra com a China em 1937 fez com que o estado em Manchukuo crescesse ainda mais à medida que surgia uma política de "guerra total", o que significava que havia uma procura premente de pessoas com diplomas universitários treinados para pensar "cientificamente".  Fogel escreveu que quase todos os graduados universitários do Japão que chegaram a Manchukuo no final da década de 1930 eram "em grande parte socialistas e comunistas de esquerda. Isso foi precisamente na época em que o marxismo foi praticamente proibido no Japão, quando (como Yamada Gōichi colocado) "se a expressão shakai [social] aparecesse no título de um livro, geralmente era confiscado". 
Young também observou - com referência à máxima de Lord Acton de que "o poder absoluto corrompe absolutamente" - que para muitos dos jovens funcionários públicos japoneses idealistas, que acreditavam que poderiam influenciar uma "revolução de cima" que tornaria melhor a vida das pessoas comuns, que o poder absoluto que gozavam sobre milhões de pessoas "subiu às suas cabeças", fazendo com que se comportassem com arrogância abusiva para com as mesmas pessoas que tinham ido a Manchukuo ajudar.  Young escreveu que era uma "presunção monumental" por parte dos jovens idealistas acreditar que poderiam usar o Exército de Kwantung para alcançar uma "revolução de cima" quando era o Exército de Kwantung que os usava.  Os ambiciosos planos de reforma agrária em Manchukuo foram vetados pelo Exército Kwantung precisamente pela razão de que poderiam inspirar reformas semelhantes no Japão.  Os proprietários de terras no Japão tendiam a vir de famílias que pertenceram à casta dos samurais, e quase todos os oficiais do Exército Imperial Japonês vieram de famílias de samurais, o que tornou o Exército Kwantung muito hostil a qualquer tipo de reforma agrária que pudesse servir como um exemplo para os camponeses japoneses. Em outubro de 1941, a rede de espionagem soviética liderada por Richard Sorge foi descoberta em Tóquio, o que fez com que as autoridades ficassem paranóicas com a espionagem soviética e levou a uma nova repressão à esquerda. Em novembro de 1941, a Unidade de Pesquisa Social da South Manchurian Railroad Company, conhecida como um foco do marxismo desde o início da década de 1930, foi invadida pelos Kenpeitai, que prenderam 50 dos que trabalhavam na Unidade de Pesquisa Social.  Pelo menos 44 dos que trabalhavam na Unidade de Pesquisa Social foram condenados por violar a Lei de Preservação da Paz, que tornou crime pensar em "alterar o kokutai " em 1942-43 e receberam longas sentenças de prisão, dos quais quatro morreram devido às duras condições das prisões em Manchukuo.  Como os homens que trabalhavam na Unidade de Pesquisa Social desempenharam papéis importantes na política econômica de Manchukuo e eram graduados universitários de boas famílias, o historiador japonês Hotta Eri escreveu que o Kenpeitai recebeu ordens de "tratá-los com cuidado", o que significa que não havia tortura desse tipo. que o Kenpeitai normalmente empregava em suas investigações. 
Quando a rendição japonesa foi anunciada em 15 de agosto de 1945, Pu Yi concordou em abdicar.

### Chefe de Estado
| Nome Pessoal e Datas de Nascimento e Falecimento                                               | Reinado                                        | Nomes de Eras         | Título                                       | Datas                                             |
| ---------------------------------------------------------------------------------------------- | ---------------------------------------------- | --------------------- | -------------------------------------------- | ------------------------------------------------- |
| Todos os nomes próprios em negrito.                                                            |                                                |                       |                                              |                                                   |
| Aisin-Gioro Puyi 愛新覺羅溥儀; Àixīnjuéluó Pǔyì 7 de fevereiro de 1906 – 17 de outubro de 1967 | 18 de fevereiro de 1932 – 15 de agosto de 1945 | Datong (大同; Dàtóng) | Chefe do Executivo de Manchukuo (滿洲國執政) | 18 de fevereiro de 1932 – 28 de fevereiro de 1934 |
| Aisin-Gioro Puyi 愛新覺羅溥儀; Àixīnjuéluó Pǔyì 7 de fevereiro de 1906 – 17 de outubro de 1967 | 18 de fevereiro de 1932 – 15 de agosto de 1945 | Kangde (康德; Kāngdé) | Imperador de Manchukuo (大滿洲帝國皇帝)      | 1 de março de 1934 – 15 de agosto de 1945         |

### Primeiro-ministro
| N. | Retrato | Nome (nascimento-morte)   | Mandato            | Mandato              | Mandato           | Partido | Partido              |
| N. | Retrato | Nome (nascimento-morte)   | Posse              | Fim                  | Tempo no Cargo    | Partido | Partido              |
| -- | ------- | ------------------------- | ------------------ | -------------------- | ----------------- | ------- | -------------------- |
| 1  |         | Zheng Xiaoxu (1860–1938)  | 9 de março de 1932 | 21 de maio de 1935   | 3 anos , 73 dias  |         | Associação Concórdia |
| 2  |         | Zhang Jinghui (1871–1959) | 21 de maio de 1935 | 15 de agosto de 1945 | 10 anos , 86 dias |         | Associação Concórdia |

### Divisões administrativas
Manchukuo foi inicialmente dividido em três províncias. Este número aumentou para cinco em 1934, quando Sanjiang e Heihe foram separadas da província de Longjiang. Uma ala especial de Beiman (em chinês:  北滿特別區) existiu entre 1 de julho de 1933 e 1 de janeiro de 1936. Em 1941, Manchukuo foi reorganizada em 19 províncias, com as duas cidades especiais de Xinjing e Harbin. Cada província foi, por sua vez, dividida em quatro (Xing'an dong) e 24 (Fengtian) prefeituras. Harbin foi posteriormente incorporada à província de Binjiang. As províncias de Andong e Jinzhou separaram-se de Fengtian, enquanto Binjiang e Jiandao se separaram de Jilin no mesmo ano.

## Economia

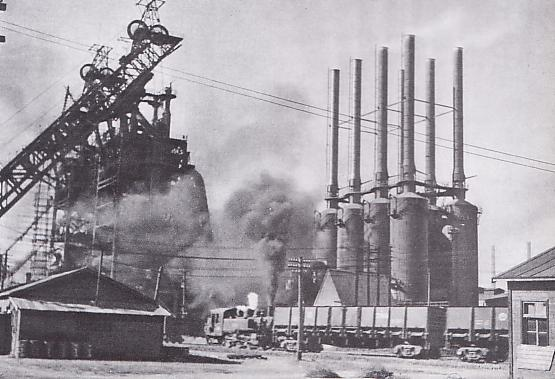
Siderurgia Showa no início dos anos 1940

Manchukuo experimentou um rápido crescimento económico e progresso nos seus sistemas sociais. Durante a década de 1920, o exército japonês, sob a influência das teorias do Wehrstaat (Estado de Defesa), populares no Reichswehr, começou a defender a sua própria versão do Wehrstaat, o "estado de defesa nacional" totalitário que mobilizaria uma sociedade inteira para a guerra em tempos de paz. Uma influência adicional na escola japonesa de "guerra total", que tendia a ser muito anticapitalista, foi o Primeiro Plano Quinquenal da União Soviética, que forneceu um exemplo de rápido crescimento industrial alcançado sem capitalismo. Pelo menos parte da razão pela qual o Exército de Kwangtung tomou a Manchúria em 1931 foi para usá-la como laboratório para a criação de um sistema económico orientado para o "Estado de defesa nacional"; A Manchúria colonial ofereceu possibilidades para o exército realizar mudanças económicas drásticas que não eram possíveis no Japão. Desde o início, o Exército pretendia transformar Manchukuo no coração industrial do império e, a partir de 1932, o Exército patrocinou uma política de industrialização forçada que foi modelada de perto no Plano Quinquenal da União Soviética. Refletindo uma aversão ao capitalismo, os Zaibatsu foram excluídos de Manchukuo e todas as fábricas industriais pesadas foram construídas e pertencentes a empresas pertencentes ao Exército. Em 1935, houve uma mudança quando o “burocrata reformista” Nobusuke Kishi foi nomeado Vice-Ministro do Desenvolvimento Industrial. Kishi persuadiu o Exército a permitir que o zaibatsu investisse em Manchukuo, argumentando que fazer com que o estado realizasse toda a industrialização de Manchukuo custaria muito dinheiro. Kishi foi o pioneiro de um sistema elitista onde burocratas como ele desenvolveram planos económicos, que o zaibatsu teve de executar. Kishi conseguiu mobilizar o capital privado numa economia fortemente dirigida pelo Estado para atingir o seu objectivo de aumentar enormemente a produção industrial, ao mesmo tempo que demonstrava total indiferença para com os trabalhadores chineses explorados que trabalhavam nas fábricas de Manchukuo; o historiador americano Mark Driscoll descreveu o sistema de Kishi como um sistema "necropolítico" onde os trabalhadores chineses eram literalmente tratados como engrenagens desumanizadas dentro de uma vasta máquina industrial. O sistema pioneiro de Kishi na Manchúria de uma economia orientada pelo Estado, onde as empresas faziam os seus investimentos por ordem do governo, serviu mais tarde de modelo para o desenvolvimento do Japão pós-1945, embora não com o mesmo nível de exploração brutal como em Manchukuo. Na década de 1930, o sistema industrial de Manchukuo estava entre os mais avançados, tornando-o uma das potências industriais da região. A produção de aço de Manchukuo excedeu a do Japão no final da década de 1930. Muitas cidades da Manchúria foram modernizadas durante a era Manchukuo. No entanto, grande parte da economia do país esteve frequentemente subordinada aos interesses japoneses e, durante a guerra, a matéria-prima fluiu para o Japão para apoiar o esforço de guerra. As terras tradicionais foram tomadas e redistribuídas aos agricultores japoneses, com os agricultores locais realocados e forçados a formar unidades agrícolas coletivas em áreas menores de terra.

### Transportes

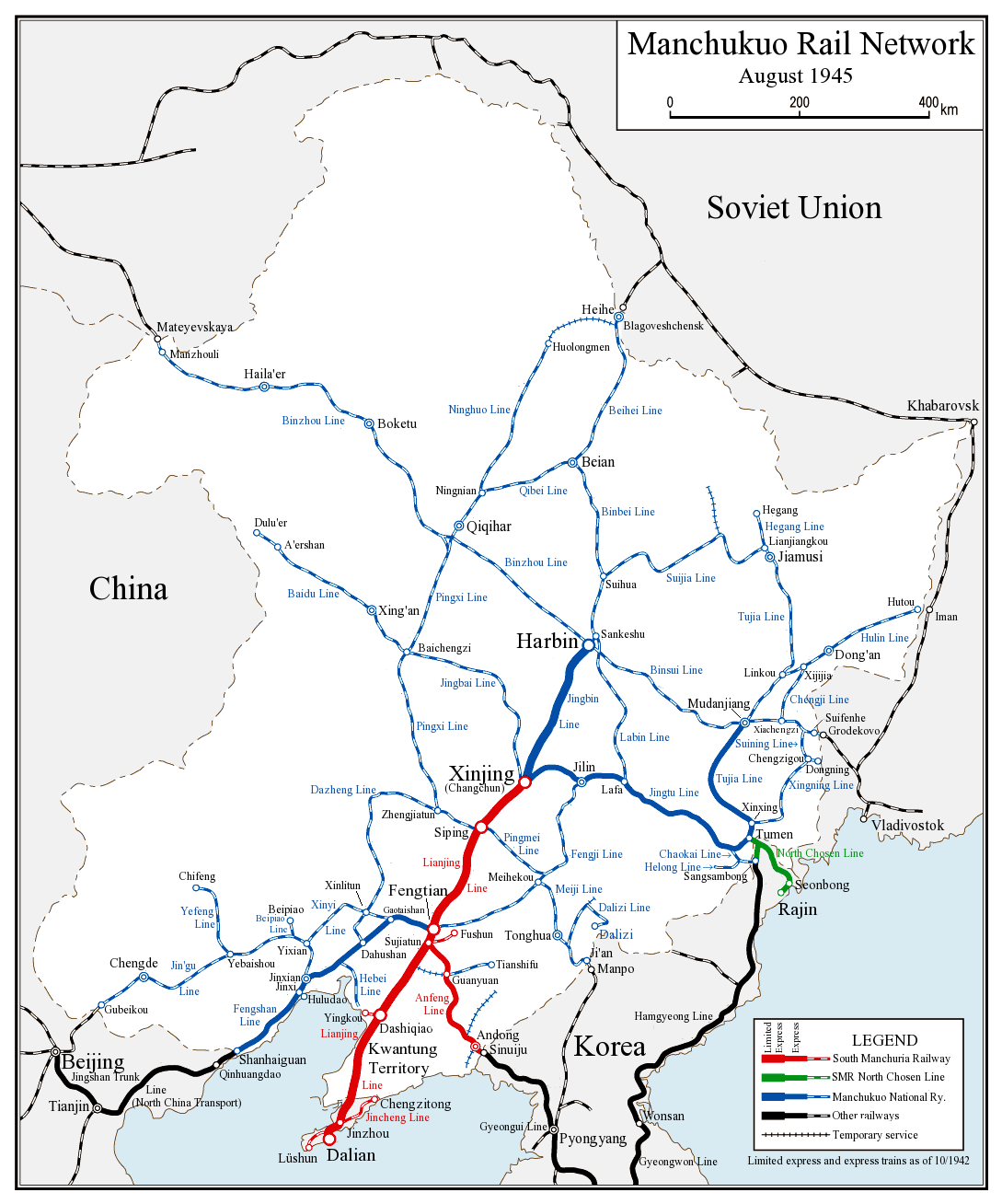
Ferrovias Manchukuoan em 1945

Quando Manchukuo foi fundado como um estado fantoche japonês, herdou a rede ferroviária da Manchúria que foi construída originalmente durante uma luta económica e militar entre a Rússia e o Japão pelo território chinês e tornou-se um ponto focal antes e depois da Guerra Russo-Japonesa. Os senhores da guerra chineses também pretendiam construir linhas locais sempre que possível. O sistema ferroviário de Manchukuo consistiria principalmente na Ferrovia do Sul da Manchúria, uma concessão japonesa na República da China, e na Ferrovia Oriental Chinesa, uma concessão russa que ainda era propriedade da União Soviética dentro de Manchukuo. A União Soviética vendeu a Ferrovia Oriental Chinesa para o japonês Manchukuo em 1935, dando ao Japão e a Manchukuo controle total sobre as ferrovias da Manchúria.
Os japoneses construíram um sistema ferroviário eficiente que ainda hoje funciona bem. Conhecida como Ferrovia do Sul da Manchúria ou Mantetsu, esta grande corporação passou a possuir grandes participações em muitos projetos industriais em toda a região. O pessoal de Mantetsu esteve envolvido na exploração econômica da China ocupada durante a Segunda Guerra Mundial, e no planejamento colonial a mando do Exército Imperial Japonês. Muitas linhas ferroviárias em Manchukuo pertenciam à Ferrovia Nacional de Manchukuo . Depois de 1933, a Ferrovia Nacional Manchukuo passou a ser propriedade integral daFerrovia do Sul da Manchúria/Mantetsu. Mantetsu tinha status próximo de monopólio e suas propriedades eram guardadas pelo Exército Kwantung.
No final da Segunda Guerra Mundial, a Ferrovia do Sul da Manchúria possuía 70 empresas e empregava cerca de 340.000 pessoas em Manchukuo e na China ocupada.

## Demografia

Divisões administrativas de Manchukuo em 1938

Em 1908, o número de residentes era de 15.834.000, que aumentou para 30 milhões em 1931 e 43 milhões para o estado de Manchukuo. O saldo populacional permaneceu em 123 homens para 100 mulheres e o número total em 1941 era de 50 milhões.
No início de 1934, a população total de Manchukuo era estimada em 30.880.000, com 6,1 pessoas na família média e 122 homens para cada 100 mulheres. Esses números incluíam 29.510.000 chineses (96%, o que deveria ter incluído o povo Manchu), 590.760 japoneses (2%), 680.000 coreanos (2%), e 98.431 (<1%) de outra nacionalidade: russos brancos, mongóis, etc. Cerca de 80% da população era rural. Durante a existência de Manchukuo, o equilíbrio étnico não mudou significativamente, exceto que o Japão aumentou a população coreana na China. De fontes japonesas vêm estes números: em 1940, a população total em Manchukuo das províncias de Longjiang, Rehe, Jilin, Fengtian e Xing'an era de 43.233.954; ou um número do Ministério do Interior de 31.008.600. Outro número do período estimou a população total em 36.933.000 residentes. A maioria dos chineses han em Manchukuo acreditava que a Manchúria era legitimamente parte da China, que resistiu passiva e violentamente à propaganda do Japão de que Manchukuo era um "estado multinacional".
Após a Guerra Civil Russa (1917–1922), milhares de russos fugiram para a Manchúria para se juntarem à comunidade russa que já lá existia. Os russos que viviam na Manchúria eram apátridas e, como brancos, tinham um status ambíguo em Manchukuo, que deveria ser um estado pan-asiático, cujas "cinco raças" oficiais eram os chineses, mongóis, manchus, coreanos e japoneses.  Em vários momentos, os japoneses sugeriram que os russos poderiam ser uma "sexta raça" de Manchukuo, mas isso nunca foi declarado oficialmente.  Em 1936, o Almanaque Manchukuo relatou que 33.592 russos viviam na cidade de Harbin - a "Moscou do Oriente" - e dos quais apenas 5.580 obtiveram a cidadania Manchukuo.  O imperialismo japonês foi, até certo ponto, baseado no racismo, sendo os japoneses a "grande raça Yamato", mas sempre houve uma certa dicotomia no pensamento japonês entre uma ideologia baseada em diferenças raciais baseadas em linhagens sanguíneas versus a ideia de pan-asianismo com o Japão como o líder natural de todos os povos asiáticos.  Em 1940, os russos étnicos foram incluídos entre as outras nacionalidades de Manchukuo como candidatos ao recrutamento para o exército Manchukuo. 
O escritor britânico Peter Fleming visitou Manchukuo em 1935 e, enquanto viajava de trem pela zona rural de Manchukuo, um grupo de colonos japoneses confundiu sua companheira de viagem suíça, Kini, com uma refugiada russa e começou a espancá-la.  Foi só depois que Fleming conseguiu provar aos japoneses que ela era suíça, e não russa, que os japoneses pararam e pediram desculpas, dizendo que nunca a teriam espancado se soubessem que ela era suíça, dizendo que acreditavam sinceramente que ela era russa quando a agrediram.  Fleming observou que em Manchukuo: “você pode bater nos russos brancos até ficar com a cara azul, porque eles são pessoas sem status no mundo, cidadãos de lugar nenhum”.  Fleming observou ainda que os japoneses em Manchukuo tinham uma forte antipatia por todos os povos europeus e, como os russos em Manchukuo eram apátridas e não tinham uma embaixada para protestar caso fossem vítimas, os japoneses gostavam de vitimizá-los.  Até a Segunda Guerra Mundial, os japoneses tendiam a deixar de lado aqueles que viajavam para Manchukuo com passaporte, pois não gostavam de lidar com protestos das embaixadas em Tóquio sobre os maus-tratos aos seus cidadãos.  O Exército Kwantung operava uma unidade secreta de guerra biológico-química baseada em Pinfang, Unidade 731, que realizava experiências horríveis em pessoas envolvendo muita visceração dos sujeitos para ver os efeitos de produtos químicos e germes no corpo humano. No final da década de 1930, os médicos da Unidade 731 exigiram que mais sujeitos europeus fizessem experiências, a fim de testar a eficiência das cepas de antraz e peste que estavam desenvolvendo, levando muitos dos russos que viviam em Manchukuo a se tornarem cobaias humanas relutantes. da Unidade 731. O Partido Fascista Russo, que trabalhou com os japoneses, foi usado para sequestrar vários russos "não confiáveis" que viviam em Manchukuo para a Unidade 731 fazer experiências.
Os filhos dos exilados russos muitas vezes se casavam com chineses han, e os filhos resultantes sempre foram conhecidos em Manchukuo como pessoas de "águas misturadas", que eram evitadas pelas comunidades russa e chinesa.  Os relatos chineses, tanto na altura como mais tarde, tendiam a retratar os russos que viviam na Manchúria como todos prostitutas e ladrões, e quase sempre ignoravam as contribuições feitas pelos russos de classe média para a vida comunitária.  Tendo em conta a forma como os americanos e a maioria dos europeus gozavam de direitos extraterritoriais na China na época, os relatos da literatura chinesa sobre os russos que viviam em Manchukuo e os seus filhos de "águas misturadas" muitas vezes exibem uma certa schadenfreude ao relatar como os russos em Manchukuo geralmente viviam na pobreza. à margem da sociedade Manchukuo, com os chineses locais mais bem-sucedidos economicamente.  O historiador sul-coreano Bong Inyoung observou que quando se tratava de escrever sobre o povo da "água misturada", os escritores chineses tendiam a tratá-los como não inteiramente chineses, mas por outro lado estavam dispostos a aceitar essas pessoas como chinesas, desde que abraçassem totalmente o chinês. cultura, renunciando à sua herança russa, tornando assim o facto de ser chinês uma questão tanto de cultura como de raça. 
Na mesma época em que a União Soviética defendia o Oblast Autônomo Judaico Siberiano através da fronteira Manchukuo-Soviética, algumas autoridades japonesas investigaram um plano (conhecido como Plano Fugu) para atrair refugiados judeus para Manchukuo como parte de seus esforços de colonização que nunca foi adotado. como política oficial. A comunidade judaica em Manchukuo não foi submetida à perseguição oficial que os judeus experimentaram sob a Alemanha nazista, aliada do Japão, e as autoridades japonesas estiveram envolvidas no fechamento de publicações anti-semitas locais, como o jornal Nash Put do Partido Fascista Russo. No entanto, os judeus em Manchukuo foram vítimas de assédio por parte de elementos anti-semitas entre a população russa branca, sendo um incidente notável o assassinato de Simon Kaspé. Em 1937 foi criado o Conselho Judaico do Extremo Oriente, presidido pelo líder da comunidade judaica de Harbin Abraham Kaufman  Entre 1937 e 1939, a cidade de Harbin em Manchukuo foi sede da Conferência das Comunidades Judaicas do Extremo Oriente. Após a invasão da Manchúria pelo Exército Vermelho Russo em 1945, o Dr. Kaufman e vários outros líderes da comunidade judaica foram presos pelos soviéticos e acusados de atividades anti-soviéticas, resultando na prisão de Kaufman por dez anos em um campo de trabalhos forçados soviético.

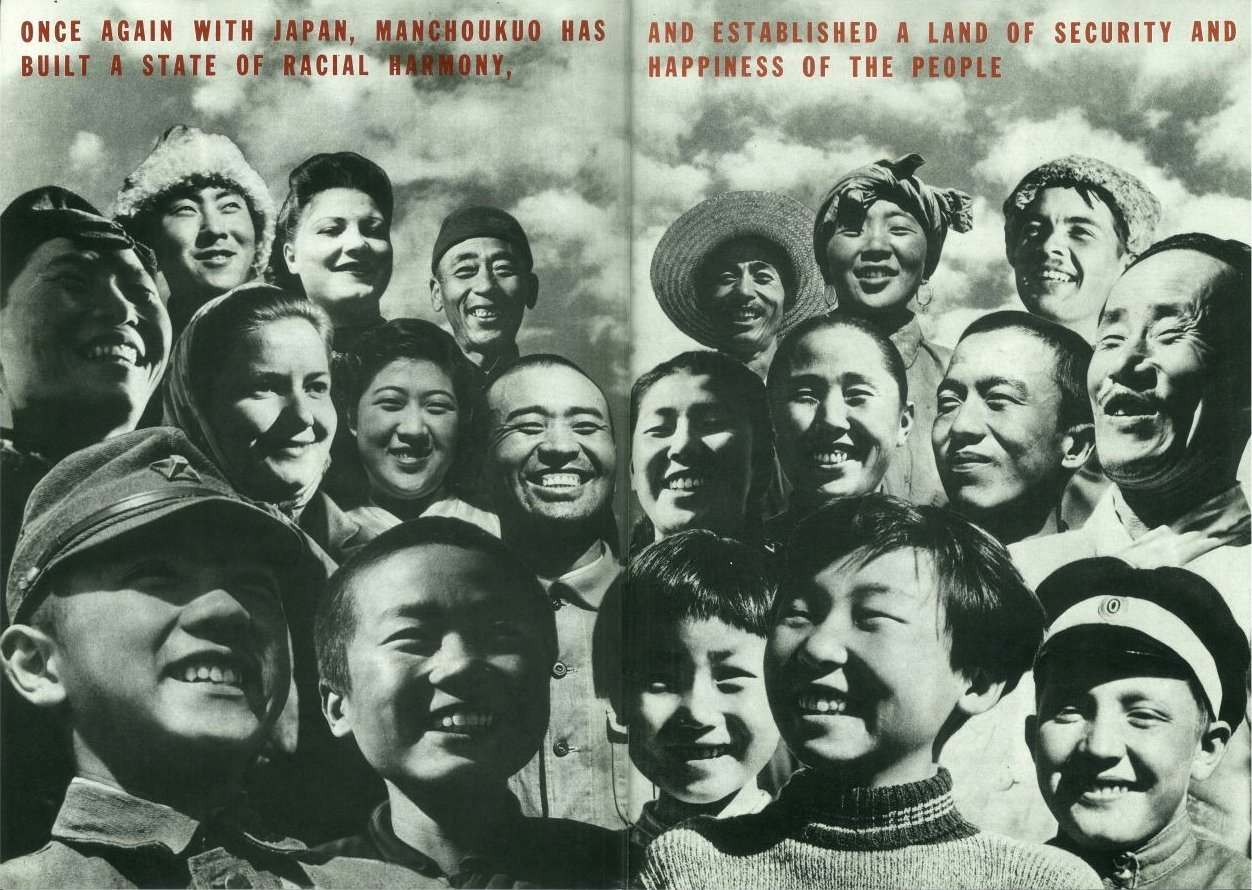
Um pôster de propaganda Manchukuo promovendo exibindo grupos étnicos europeus e do Leste Asiático

O japonês Ueda Kyōsuke rotulou todos os 30 milhões de pessoas na Manchúria como "Manchus", incluindo chineses Han, apesar do fato de que a maioria deles não era da etnia Manchu, e os japoneses escreveram "Grande Manchukuo" com base no argumento de Ueda para afirmar que todos os 30 milhões de "Manchus" em Manchukuo tinham o direito à independência para justificar a separação de Manchukuo da China.  Em 1942, os japoneses escreveram "História de Dez Anos da Construção de Manchukuo", que tentava enfatizar o direito dos japoneses étnicos à terra de Manchukuo enquanto tentavam deslegitimar a reivindicação dos Manchus sobre Manchukuo como sua terra natal, observando que a maioria dos Manchus se mudou durante período Qing e só regressou mais tarde. 

### População das principais cidades
- Niuzhuang (119.000 ou 180.871 em 1940)
- Mukden (339.000 ou 1.135.801 em 1940)
- Xinjing (126.000 ou 544.202 em 1940)
- Harbin (405.000 ou 661.948 em 1940)
- Andong (92.000 ou 315.242 em 1940)
- Kirin (119.000 ou 173.624 em 1940)
- Tsitsihar (75.000 em 1940)

Fonte: Beal, Edwin G (1945). «The 1940 Census of Manchuria». The Far Eastern Quarterly. 4 (3): 243–262. JSTOR 2049515. doi:10.2307/2049515 "O Censo da Manchúria de 1940". O Extremo Oriente Trimestral . 4 (3): 243–262. doi : 10.2307/2049515 . JSTOR 2049515 . S2CID 166016710 .

### População japonesa

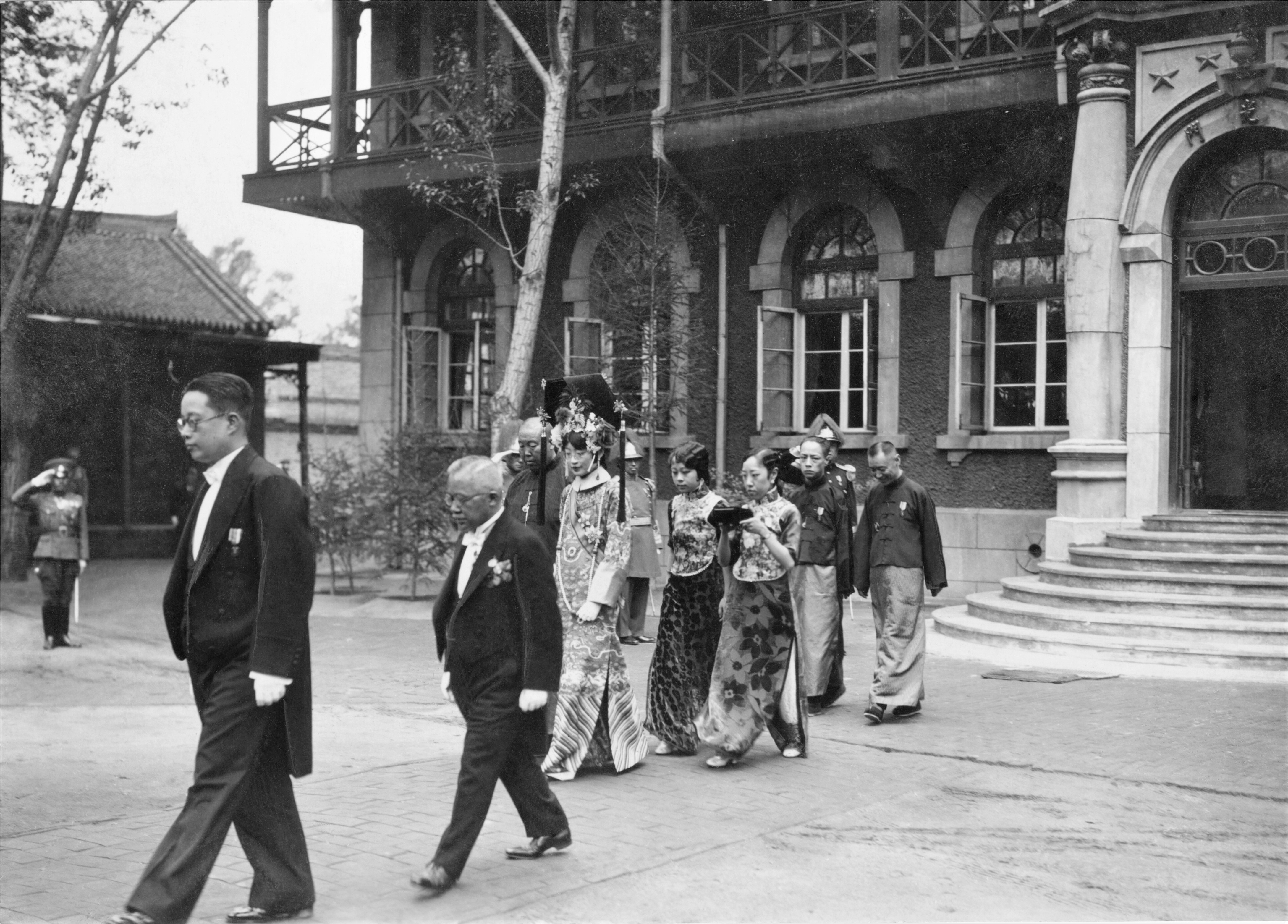
A Imperatriz de Manchukuo participando de procissão durante visita de autoridades japonesas, 1934

Em 1931–32, havia 100 mil agricultores japoneses; outras fontes mencionam 590.760 habitantes japoneses. Outros números para Manchukuo falam de uma população japonesa de 240.000 habitantes, que mais tarde cresceu para 837.000. Em Xinjing, eles representavam 25% da população. Assim, de acordo com o censo de 1936, da população japonesa de Manchukuo, 22% eram funcionários públicos e suas famílias; 18% trabalhavam para a empresa South Manchurian Railroad; 25% vieram para Manchukuo para estabelecer um negócio e 21% vieram para trabalhar na indústria.  Os japoneses que trabalhavam nas áreas de transporte, governo e negócios tendiam a ser de classe média, colarinhos brancos, como executivos, engenheiros e gerentes, e os japoneses que trabalhavam em Manchukuo como operários tendiam a ser qualificados trabalhadores.  Em 1934, foi relatado que um carpinteiro japonês trabalhando em Manchukuo, com sua economia em crescimento, poderia ganhar o dobro do que ganharia no Japão.  Com seus reluzentes edifícios de escritórios modernistas, redes de transporte de última geração, como a famosa linha ferroviária Asia Express, e infraestrutura moderna que estava sendo construída por toda Manchukuo, a mais nova colônia do Japão tornou-se um destino turístico popular para os japoneses de classe média, que queriam ver o "Admirável Império Novo" que estava surgindo no continente asiático.  O governo japonês tinha planos oficiais projetando a emigração de 5 milhões de japoneses para Manchukuo entre 1936 e 1956. Entre 1938 e 1942, um grupo de 200.000 jovens agricultores chegou a Manchukuo; juntando-se a este grupo depois de 1936 estavam 20.000 famílias completas. Dos colonos japoneses em Manchukuo, quase metade veio das áreas rurais de Kyushu.  Quando o Japão perdeu o controlo marítimo e aéreo do Mar Amarelo em 1943-44, esta migração parou. 

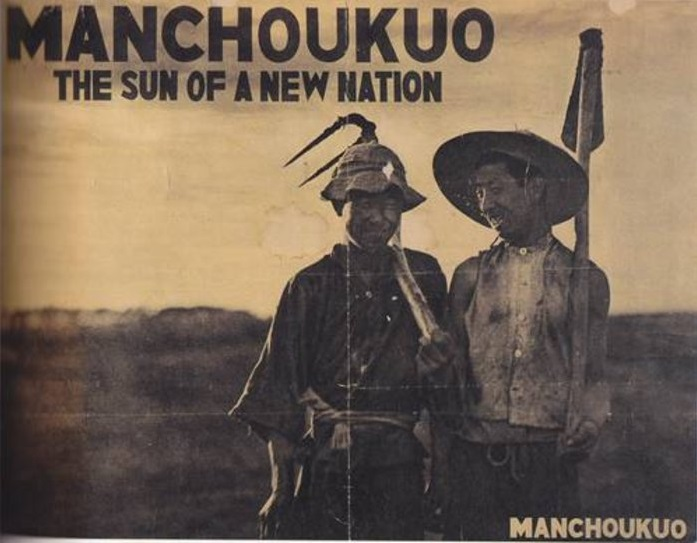
Cartaz de propaganda para o público europeu, apresentando alguns colonos japoneses

Cerca de 2% da população japonesa trabalhava na agricultura. Muitos eram jovens agricultores pobres no Japão, recrutados pela Brigada Patriótica da Juventude para colonizar novos assentamentos em Manchukuo. O governo Manchukuo confiscou grandes porções dessas terras através de “manipulação de preços, vendas coagidas e despejos forçados”. Alguns colonos japoneses ganharam tantas terras que não puderam cultivá-las eles próprios e tiveram de contratar trabalhadores chineses ou coreanos para ajudar, ou mesmo arrendar algumas delas aos seus antigos proprietários chineses, levando a relações difíceis e por vezes hostis entre os grupos.
Quando o Exército Vermelho invadiu Manchukuo, capturou 850.000 colonos japoneses. Com exceção de alguns funcionários públicos e soldados, estes foram repatriados para o Japão em 1946–1947. Muitos órfãos japoneses na China foram deixados para trás na confusão do governo japonês e foram adotados por famílias chinesas. Muitos, no entanto, integraram-se bem na sociedade chinesa. Na década de 1980, o Japão começou a organizar um programa de repatriamento para eles, mas nem todos optaram por regressar ao Japão.
A maioria dos japoneses deixados para trás na China eram mulheres, e essas mulheres japonesas se casaram principalmente com homens chineses e ficaram conhecidas como "esposas de guerra perdidas" (zanryu fujin). Como tinham filhos de homens chineses, as mulheres japonesas não foram autorizadas a trazer consigo as suas famílias chinesas para o Japão, por isso a maioria delas ficou. A lei japonesa permitia que crianças filhas apenas de japoneses se tornassem cidadãos japoneses.

## Sistema legal
Embora a Liga das Nações tenha decidido que o Japão violou o direito internacional ao tomar a Manchúria, os japoneses investiram muito esforço para dar a Manchukuo um sistema legal, acreditando que este era o caminho mais rápido para o reconhecimento internacional de Manchukuo.  Um problema particular para os japoneses foi que Manchukuo sempre foi apresentado como um novo tipo de estado: um estado pan-asiático multiétnico composto por japoneses, coreanos, manchus, mongóis e chineses para marcar o nascimento da "Nova Ordem na Ásia".  Típico da retórica em torno de Manchukuo sempre foi retratado como o nascimento de uma nova civilização gloriosa foi o comunicado de imprensa emitido pelo Serviço de Informação Japonês em 1º de março de 1932, anunciando o "glorioso advento" de Manchukuo com os "olhos do mundo voltados para ele" proclamou que o nascimento de Manchukuo foi um "evento memorável de consequências de longo alcance na história mundial, marcando o nascimento de uma nova era no governo, nas relações raciais e em outros assuntos de interesse geral. Nunca nas crônicas da raça humana houve qualquer Estado que nasceu com ideais tão elevados, e nunca nenhum Estado realizou tanto em tão breve espaço de sua existência como Manchukuo". 
Os japoneses fizeram de tudo para tentar garantir que Manchukuo fosse a personificação da modernidade em todos os seus aspectos, pois pretendia provar ao mundo o que os povos asiáticos poderiam realizar se trabalhassem juntos. O sistema jurídico de Manchukuo baseava-se na Lei Orgânica de 1932, que apresentava uma Lei de Proteção dos Direitos Humanos de 12 artigos e um judiciário supostamente independente para fazer cumprir a lei.  A ideologia oficial de Manchukuo era o wangdao ("Caminho Real") idealizado por um ex-mandarim sob o governo Qing que se tornou primeiro-ministro de Manchukuo, Zheng Xiaoxu, pedindo uma sociedade confucionista ordenada que promovesse a justiça e a harmonia que foi anunciada na época como o início de uma nova era na história mundial.  O objectivo da lei em Manchukuo não era a protecção dos direitos do indivíduo, uma vez que a ideologia wangdao era expressamente hostil ao individualismo, que era visto como um conceito europeu decadente e inimigo da Ásia, mas sim os interesses do Estado, garantindo que os súditos cumpriram seus deveres para com o imperador.  O wangdao favoreceu o coletivo em detrimento do individual, já que o wangdao apelou a todas as pessoas para colocarem as necessidades da sociedade à frente das suas próprias necessidades.  Zheng, juntamente com o jurista japonês Ishiwara Kanji, numa declaração conjunta, atacaram a tradição jurídica europeia por promover o individualismo, que alegavam levar ao egoísmo, à ganância e ao materialismo, e argumentaram que o wangdao com o seu desrespeito pelo indivíduo era um sistema moralmente superior.  A aparentemente idealista Lei de Protecção dos Direitos Humanos contrabalançava os “direitos” dos súbditos com as suas “responsabilidades” para com o Estado, dando maior ênfase a estas últimas, tal como foi o caso no Japão. O wangdao promoveu a moralidade e a espiritualidade confucionistas, que eram vistas como descendentes do imperador Puyi e, como tal, o sistema jurídico existia para servir às necessidades do estado liderado pelo imperador Puyi, que poderia mudar as leis como bem entendesse.  A este respeito, é digno de nota que o Yuan Legislativo tinha apenas o poder de auxiliar o Imperador na elaboração de leis, sendo dotado de muito menos poderes do que até mesmo a Dieta Imperial no Japão tinha, que tinha o poder de rejeitar ou aprovar leis. Na época, era frequentemente sugerido que o Yuan Legislativo de Manchukuo era um modelo para a Dieta Imperial no Japão, uma ideia com a qual Hirohito, o imperador japonês, simpatizou, mas nunca adotou.  No final, Hirohito preferiu a constituição Meiji aprovada por seu avô em 1889, pois dava ao Imperador do Japão o poder final, enquanto, ao mesmo tempo, a natureza fictícia da Dieta Imperial, juntamente com um primeiro-ministro e seu gabinete governando o Japão, davam ao Imperador um bode expiatório quando as coisas davam errado.
Inicialmente, os juízes que serviram aos Zhang foram mantidos, mas em 1934, a Faculdade de Direito Judicial dirigida pelo juiz japonês Furuta Masatake foi aberta em Changchun, para ser substituída por uma Universidade de Direito maior em 1937. Desde o início, o número de novos candidatos excedeu em muito o número de vagas, já que a primeira turma da Faculdade de Direito contava com apenas 100, mas 1.210 alunos se inscreveram.  O sistema jurídico que os alunos foram treinados foi modelado de perto no sistema jurídico japonês, que por sua vez foi modelado no sistema jurídico francês, mas havia uma série de particularidades exclusivas de Manchukuo.  Estudantes de Direito foram treinados para escrever ensaios sobre temas como a "teoria da harmonia das cinco raças [de Manchukuo]", a "teoria política do Caminho Real", "diferenças práticas entre jurisdição consular e extraterritorialidade", e como melhor para "realizar a governança do Caminho Real".  Os professores japoneses ficaram "surpresos" com o "entusiasmo" com que os alunos escreveram seus ensaios sobre esses assuntos, enquanto os alunos expressavam a esperança de que o wangdao fosse uma solução exclusivamente asiática para os problemas do mundo moderno, e que Manchukuo representasse nada menos do que o início de uma nova civilização que levaria a uma sociedade utópica num futuro próximo.  Os professores japoneses ficaram muito impressionados com o idealismo confucionista de seus alunos, mas notaram que todos os seus alunos usaram frases de estoque a ponto de ser difícil distinguir seus ensaios, citaram exemplos de juízes sábios da China antiga, ignorando desenvolvimentos jurídicos mais recentes, e demoraram a expressar declarações idealistas sobre como o wangdao levaria a uma sociedade perfeita, mas não souberam explicar como isso deveria ser feito na prática. 
Um exemplo da extensão da influência japonesa no sistema jurídico de Manchukuo foi que cada edição do Manchukuo Legal Advisory Journal sempre continha um resumo das decisões mais recentes da Suprema Corte do Japão e as razões pelas quais a Suprema Corte japonesa decidiu nesses casos.  No entanto, houve algumas diferenças entre os sistemas jurídicos Manchukuo e japonês. No próprio Japão, os castigos corporais foram abolidos como parte do esforço bem sucedido para acabar com os direitos extraterritoriais de que gozavam os cidadãos das potências europeias, mas que foram mantidos nas colónias japonesas da Coreia e de Taiwan.  No entanto, os castigos corporais, especialmente a flagelação, eram uma parte importante do sistema jurídico de Manchukuo, com os juízes muito inclinados a impor flagelações a homens chineses de baixos rendimentos condenados por delitos menores que normalmente mereceriam apenas uma multa ou uma curta pena de prisão no Japão. .  Escrevendo em um jornal jurídico em 1936, Ono Jitsuo, um juiz japonês que atuava em Manchukuo, lamentou ter de impor açoites como punição por crimes relativamente menores, mas argumentou que era necessário que dos 30 milhões de habitantes de Manchukuo "mais da metade sejam ignorantes e completamente analfabetos bárbaros" que eram pobres demais para pagar multas e numerosos demais para serem presos.  Em Taiwan e na Coreia, a lei japonesa era suprema, mas os juízes de ambas as colónias tinham de respeitar os "costumes locais" no que diz respeito ao direito da família.  No caso de Manchukuo, um lugar com maioria Han, mas cuja ideologia proclamava as "cinco raças" de japoneses, chineses, coreanos, manchus e mongóis como todas iguais, isso levou, na verdade, a várias leis de família para cada um dos "cinco raças" respeitando os seus "costumes locais" mais as minorias muçulmanas russas e hui. 

### Policiamento
A polícia de Manchukuo tinha o poder de prender sem acusação qualquer pessoa que estivesse envolvida no crime vagamente definido de “minar o Estado”.  Manchukuo tinha um extenso sistema de tribunais em quatro níveis, compostos por uma mistura de juízes chineses e japoneses. Todos os tribunais tinham dois juízes japoneses e dois chineses, com os chineses servindo como juízes superiores nominais e os japoneses como juízes juniores, mas na prática os juízes japoneses eram os mestres e os juízes chineses fantoches.  Apesar das alegações de que o sistema jurídico de Manchukuo era uma grande melhoria em relação ao sistema jurídico presidido pelo Marechal Zhang Xueliang, o "Jovem Marechal", os tribunais em Manchukuo eram ineficientes e lentos, e ignorados pelas autoridades sempre que lhes convinha.  Na Ásia, o Estado de direito e um sistema jurídico avançado são comumente vistos como uma das marcas da “civilização”, razão pela qual o sistema jurídico caótico e corrupto dirigido pelo Marechal Zhang foi tão denegrido pelos meios de comunicação japoneses e manchukuo.  No início da década de 1930, Manchukuo atraiu muitos talentos jurídicos do Japão quando os idealistas pan-asiáticos japoneses foram para a Manchúria com o objetivo de estabelecer um sistema jurídico de classe mundial.  Como o Exército Kwangtung tinha o poder final em Manchukuo, os melhores juízes japoneses no final da década de 1930 preferiram não ir para Manchukuo, onde as suas decisões poderiam ser constantemente questionadas e, em vez disso, apenas os juízes de segunda categoria foram para Manchukuo.  Em 1937, os juízes e advogados japoneses em Manchukuo eram idealistas pan-asiáticos desiludidos ou, mais comumente, oportunistas cínicos e hacks medíocres que não tinham talento para progredir no Japão.  Por outro lado, os melhores graduados das faculdades de direito de etnia chinesa em Manchukuo optaram por trabalhar como parte do sistema judicial de Manchukuo, sugerindo que muitas famílias chinesas de classe média estavam preparadas para aceitar Manchukuo.  Emigrantes russos brancos foram recrutados para a polícia florestal montanhosa e para as forças policiais de fronteira no início da década de 1930. 
Começando com a Lei das Religiões de maio de 1938, um culto de adoração ao Imperador, inspirado no culto Imperial no Japão, onde Hirohito era adorado como um deus vivo, começou em Manchukuo.  Assim como no Japão, os alunos iniciavam suas aulas rezando para um retrato do imperador, enquanto os rescritos imperiais e as insígnias imperiais se tornavam relíquias sagradas imbuídas de poderes mágicos por serem associadas ao deus-imperador.  Como o imperador Pu Yi era considerado um deus vivo, sua vontade não poderia ser limitada por nenhuma lei, e o propósito da lei foi totalmente reduzido a servir a vontade do imperador, em vez de defender valores e regras.  Tal como no Japão, a ideia que governava a filosofia jurídica em Manchukuo era que o Imperador era um deus vivo que não era responsável perante ninguém e que delegava alguns dos seus poderes a meros seres humanos que tinham o dever de obedecer à vontade do deus- imperadores.  No Japão e em Manchukuo, as ações dos imperadores-deuses foram sempre justas e morais porque os deuses nunca poderiam cometer erros, e não porque os imperadores-deuses agiam para defender valores morais que existiam a priori. 
Novamente seguindo o sistema japonês, em 1937, uma nova categoria de "crime de pensamento" foi introduzida, declarando que certos pensamentos eram agora ilegais e aqueles que pensavam nesses pensamentos proibidos eram "criminosos de pensamento".  As pessoas eram assim condenadas não pelas suas ações, mas apenas pelos seus pensamentos.  Após o início da guerra com a China, em julho de 1937, uma "lei de emergência" foi declarada em Manchukuo, colocando-o sob uma espécie de lei marcial que suspendia as liberdades civis teóricas que existiam até então, ordenava a mobilização da sociedade para a guerra total, e aumentou o ritmo da repressão, sendo a lei sobre "crimes de pensamento" apenas o exemplo mais dramático.  Em abril de 1938, foi criado um novo tipo de Tribunal Especial de Segurança para os acusados dos cinco tipos de "crimes de pensamento".  Em 26 de agosto de 1941, uma nova lei de segurança determinou que os julgados nos Tribunais Especiais de Segurança não tinham direito de recurso ou de advogado de defesa.  Um Tribunal Especial de Segurança em Jinzhou, entre 1942 e 1945, condenou cerca de 1.700 pessoas à morte e outras 2.600 à prisão perpétua por "crimes de pensamento", um número que parece ser típico dos tribunais especiais.  A polícia recorreu frequentemente à tortura para obter confissões e os julgados nos Tribunais Especiais de Segurança não tinham o direito de examinar as provas contra eles.  A partir de 1943, o número de julgados e condenados pelos tribunais aumentou drasticamente, embora o número de sentenças de morte tenha permanecido estável.  O aumento no número de condenações deveu-se à necessidade de trabalho escravo para as fábricas e minas de Manchukuo, uma vez que o fornecimento tradicional de trabalho escravo do norte da China foi perturbado pela Segunda Guerra Mundial, uma vez que a maioria dos condenados foi condenada a trabalhar nas fábricas. e minas.  O historiador americano Thomas David Dubois escreveu que o sistema jurídico de Manchukuo passou por duas fases: a primeira durou de 1931 a 1937, quando os japoneses queriam mostrar ao mundo um estado com um sistema jurídico ultramoderno que deveria ser uma homenagem brilhante aos asiáticos trabalhando juntos em fraternidade; e a segunda, de 1937 a 1945, quando o sistema jurídico se torna mais uma ferramenta para a mobilização totalitária da sociedade para a guerra total. 

## Militares

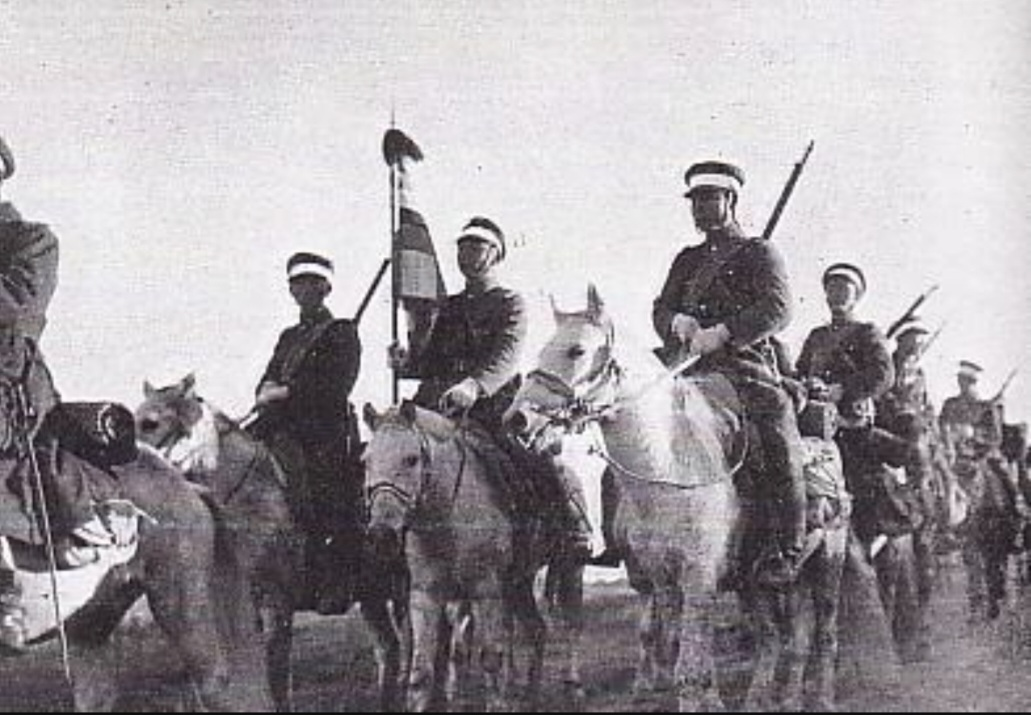
Cavalaria do Exército Imperial Manchukuo

O Exército Imperial de Manchukuo era o componente terrestre das forças armadas do Império de Manchukuo e consistia de 170.000  a 220.000  soldados em seu auge em 1945, segundo algumas estimativas, tendo sido formalmente estabelecido pela Lei do Exército e da Marinha. de 15 de abril de 1932.  A maioria dos soldados eram chineses han nascidos na Manchúria, com grupos menores de coreanos, mongóis e emigrados russos brancos, todos treinados e liderados por instrutores e conselheiros japoneses. Apesar das inúmeras tentativas dos japoneses para melhorar a capacidade de combate do Exército Imperial e incutir um espírito patriótico Manchukuoan entre suas tropas, a maioria de suas unidades não eram consideradas confiáveis pelos oficiais japoneses. Seu principal papel era lutar contra os insurgentes nacionalistas e comunistas que continuaram a resistir à ocupação japonesa do nordeste da China,  e ocasionalmente o Exército Imperial Manchukuo participou de operações contra o Exército Nacional Revolucionário Chinês e o Exército Vermelho Soviético (em apoio ao Exército Imperial Japonês). Inicialmente os seus membros eram antigos soldados do exército de senhores da guerra do marechal Zhang Xueliang que se tinham rendido ao Japão durante a invasão japonesa da Manchúria.  Mas como as antigas tropas do Jovem Marechal não eram suficientemente leais ao novo regime e tiveram um fraco desempenho contra os guerrilheiros, o novo governo de Manchukuo esforçou-se para recrutar - e posteriormente recrutar - novos soldados.  Em 1934, foi aprovada uma lei estabelecendo que apenas aqueles que tivessem sido treinados pelo governo de Manchukuo poderiam servir como oficiais.  A Lei de Requisição de Suprimentos Militares de 13 de maio de 1937 permitiu que as autoridades japonesas e Manchukuo recrutassem trabalhadores forçados.  A convocação propriamente dita de recrutas para o exército só começou em 1940, altura em que todos os jovens receberam exames físicos e 10% seriam seleccionados para o serviço.  Entre 1938 e 1940, várias academias militares foram estabelecidas para fornecer um novo corpo de oficiais para o Exército Imperial, incluindo uma escola específica para mongóis étnicos  e uma para russos brancos. 
Depois de lutar contra os insurgentes durante o início e meados da década de 1930, o Exército Imperial Manchukuo desempenhou principalmente um papel de apoio durante as ações na Mongólia Interior contra as forças chinesas, com notícias afirmando que algumas unidades Manchukuo tiveram um desempenho bastante bom. Mais tarde lutou contra o Exército Vermelho Soviético durante os conflitos fronteiriços soviético-japoneses. Uma escaramuça entre a cavalaria Manchukuoan e a mongol em maio de 1939 intensificou-se quando ambos os lados trouxeram reforços e iniciaram a Batalha de Khalkhin Gol. Embora não tenham tido um bom desempenho geral na batalha, os japoneses consideraram suas ações úteis o suficiente para justificar a expansão do Exército Manchukuo.  Ao longo da década de 1940, a única ação que viu foi contra os guerrilheiros comunistas e outros insurgentes, embora os japoneses tenham optado por confiar apenas nas unidades de elite, enquanto a maioria era usada para guarnição e serviço de segurança.  Embora o Japão tenha se esforçado para equipar as forças Manchukuoan com alguma artilharia (além da grande variedade que herdou do exército de Zhang Xueliang) junto com alguns tanques antigos e carros blindados,  a cavalaria era a mais eficaz e desenvolvida do Exército Imperial. filial. Esta foi a força que confrontou as 76 divisões do Exército Vermelho, endurecidas pela batalha, transferidas da frente europeia em agosto de 1945 para a invasão soviética da Manchúria. O ramo de cavalaria foi o que mais combateu contra o Exército Vermelho, mas eles e seus esgotados aliados do Exército Kwantung japonês foram rapidamente varridos pela ofensiva soviética. Enquanto algumas unidades permaneceram leais aos seus aliados japoneses e resistiram, muitas se amotinaram contra seus conselheiros japoneses, enquanto outras simplesmente desapareceram no campo. Muitas dessas tropas do Exército Manchukuo mais tarde se juntariam aos comunistas, já que os nacionalistas chineses executaram ex-colaboradores do Japão, tornando-se uma importante fonte de mão de obra e equipamento para os comunistas na região. 

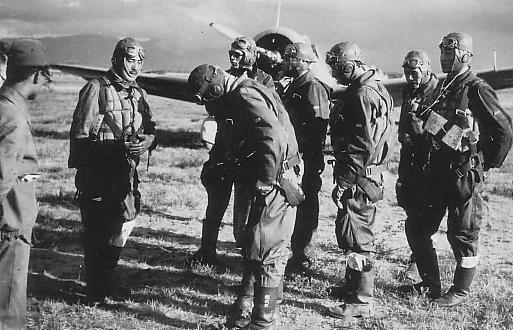
Pilotos da Força Aérea Imperial Manchukuo com um Nakajima Ki-27 atrás, 1942

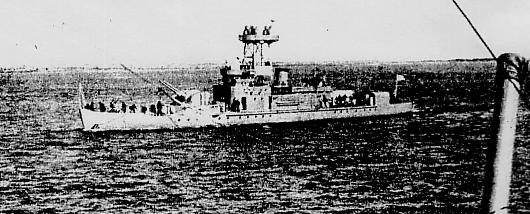
Navio da Marinha Imperial Manchukuo

Os outros dois ramos, a Força Aérea Imperial de Manchukuo e a Marinha Imperial de Manchukuo, eram pequenos e subdesenvolvidos, existindo em grande parte como forças simbólicas para dar legitimidade ao regime Manchukuo. Uma Força Aérea foi estabelecida em fevereiro de 1937 com 30 homens selecionados do Exército Imperial Manchukuo que foram treinados no arsenal de aeronaves do Exército Kwantung Japonês em Harbin (inicialmente o Exército Kwantung não confiava nos Manchukuoans o suficiente para treinar uma força aérea nativa para eles). A antecessora da Força Aérea Imperial foi a Companhia de Aviação da Manchúria, uma companhia aérea paramilitar formada em 1931, que realizava missões de transporte e reconhecimento para os militares japoneses. A primeira unidade aérea foi baseada em Xinjing e equipada com apenas um Nieuport-Delage NiD 29 e mais tarde foi expandida com caças Nakajima Army Type 91 e bombardeiros leves Kawasaki Type 88. Mais duas unidades aéreas foram estabelecidas, mas sofreram um revés quando cem pilotos pegaram suas aeronaves e desertaram para os insurgentes após assassinarem seus instrutores japoneses. No entanto, três esquadrões de caças foram formados em 1942 a partir do primeiro lote de cadetes, sendo equipados com caças Nakajima Ki-27, além de treinadores Tachikawa Ki-9 e Tachikawa Ki-55, juntamente com alguns transportes Mitsubishi Ki-57. Em 1945, por causa dos bombardeios americanos, eles receberam caças Nakajima Ki-43 para terem uma melhor chance de interceptar as Superfortalezas B-29. Alguns pilotos entraram em ação contra os bombardeiros americanos e pelo menos um piloto do Ki-27 abateu um B-29 ao colidir com seu avião em um ataque kamikaze. A força aérea praticamente deixou de existir com a invasão soviética, mas houve casos isolados de aviões Manchukuoan atacando as forças soviéticas. 
A Marinha Imperial de Manchukuo existia principalmente como uma pequena flotilha fluvial e consistia principalmente de pequenas canhoneiras e barcos de patrulha, ambos navios chineses capturados e algumas adições japonesas. O idoso destróier japonês Kashi foi emprestado à frota Manchukuoan de 1937 a 1942 como Hai Wei antes de retornar à Marinha Imperial Japonesa. Esses navios eram tripulados principalmente por marinheiros japoneses.
Também existiam várias unidades especializadas que funcionavam fora da estrutura de comando principal das forças armadas. A Guarda Imperial Manchukuo foi formada por soldados de ascendência étnica Manchu, encarregados de proteger o Imperador Kangde e altos funcionários, bem como de funcionar como guarda de honra. Apesar disso participou em combates e foi considerada uma unidade eficaz. Ao longo da década de 1930, um "Exército da Independência da Mongólia" foi estabelecido com cerca de 6.000 recrutas étnicos da Mongólia e travou sua própria guerra contra bandidos com algum sucesso. Foi expandido em 1938, mas fundiu-se com o Exército Imperial regular em 1940, embora as unidades mongóis continuassem a ter um bom desempenho. Um destacamento especial coreano foi fundado em 1937 por iniciativa pessoal de  Lee Beom-ik, um governador colaboracionista coreano da província de Gando. A unidade era pequena, mas distinguiu-se no combate contra as guerrilhas comunistas e foi notada pelos japoneses pelo seu espírito marcial, tornando-se uma das poucas unidades fantoches a ganhar o respeito dos seus superiores japoneses. 

## Abusos de direitos humanos

### Crimes de guerra
De acordo com um estudo conjunto dos historiadores Zhifen Ju, Mitsuyochi Himeta, Toru Kubo, e Mark Peattie, mais de dez milhões de civis chineses foram usados pelo Exército Kwantung para trabalho escravo em Manchukuo sob a supervisão do Kōa-in.
Os trabalhadores escravos chineses muitas vezes sofriam doenças devido ao trabalho manual de alta intensidade. Alguns trabalhadores gravemente doentes foram diretamente empurrados para valas comuns, a fim de evitar despesas médicas  e o desastre mineiro mais grave do mundo, na mina de carvão Benxihu, aconteceu em Manchukuo.
Armas bacteriológicas foram experimentadas em humanos pela infame Unidade 731 localizada perto de Harbin, em Beinyinhe, de 1932 a 1936, e em Pingfan até 1945. As vítimas, em sua maioria chinesas, russas e coreanas, foram submetidas à vivissecção, às vezes sem anestesia.

### Abuso de minorias étnicas
Os Oroqen sofreram um declínio populacional significativo sob o domínio japonês. Os japoneses distribuíram ópio entre eles e submeteram alguns membros da comunidade a experiências humanas, e combinado com incidentes de doenças epidêmicas, isso fez com que sua população diminuísse até restarem apenas 1.000. Os japoneses proibiram os Oroqen de se comunicarem com outras etnias e forçaram-nos a caçar animais para eles em troca de rações e roupas que às vezes eram insuficientes para a sobrevivência, o que levou a mortes por fome e exposição. O ópio foi distribuído a adultos Oroqen com mais de 18 anos como forma de controle. Depois que 2 soldados japoneses foram mortos em Alihe por um caçador Oroqen, os japoneses envenenaram 40 Oroqen até a morte. Os japoneses forçaram Oroqen a lutar por eles na guerra, o que levou a uma diminuição da população do povo Oroqen. Mesmo aqueles Oroqen que evitaram o controle direto dos japoneses encontraram-se enfrentando conflitos com as forças antijaponesas dos comunistas chineses, o que contribuiu para o declínio de sua população durante este período.
Entre 1931 e 1945, a população de Hezhen diminuiu 80% ou 90%, devido ao uso pesado de ópio e às mortes por crueldade japonesa, como trabalho escravo e relocação pelos japoneses.

### Tráfico de drogas

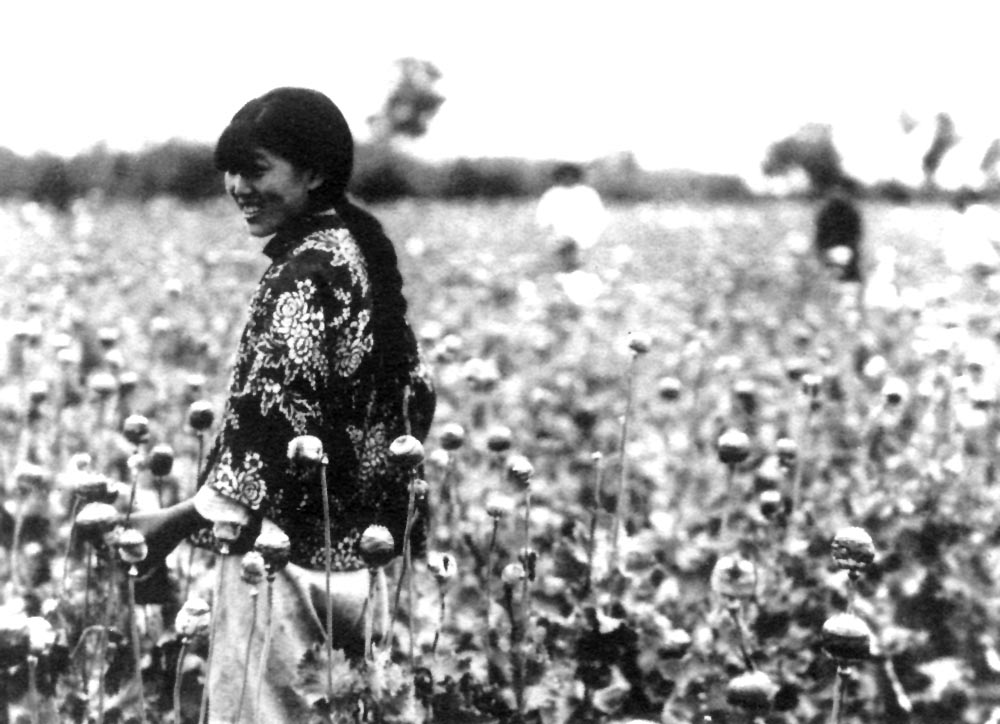
Colheita de papoila-dormideira em Manchukuo

Em 2007, um artigo de Reiji Yoshida no The Japan Times argumentou que os investimentos japoneses em Manchukuo foram parcialmente financiados pela venda de drogas. Segundo o artigo, um documento encontrado por Yoshida mostra que o Kōa-in estava diretamente implicado no fornecimento de fundos a traficantes de drogas na China em benefício dos governos fantoches de Manchukuo, Nanjing e Mongólia. Este documento corrobora as evidências analisadas anteriormente pelo tribunal de Tóquio, que afirmou que:
O verdadeiro objetivo do Japão ao envolver-se no tráfico de drogas era muito mais sinistro do que a devassidão do povo chinês. O Japão, tendo assinado e ratificado as convenções do ópio, estava obrigado a não se envolver no tráfico de drogas, mas encontrou na alegada mas falsa independência de Manchukuo uma oportunidade conveniente para continuar um tráfico mundial de drogas e lançar a culpa sobre esse estado fantoche. Em 1937, foi apontado na Liga das Nações que 90% de todas as drogas ilícitas brancas no mundo eram de origem japonesa...

## Relações internacionais e reconhecimento diplomático

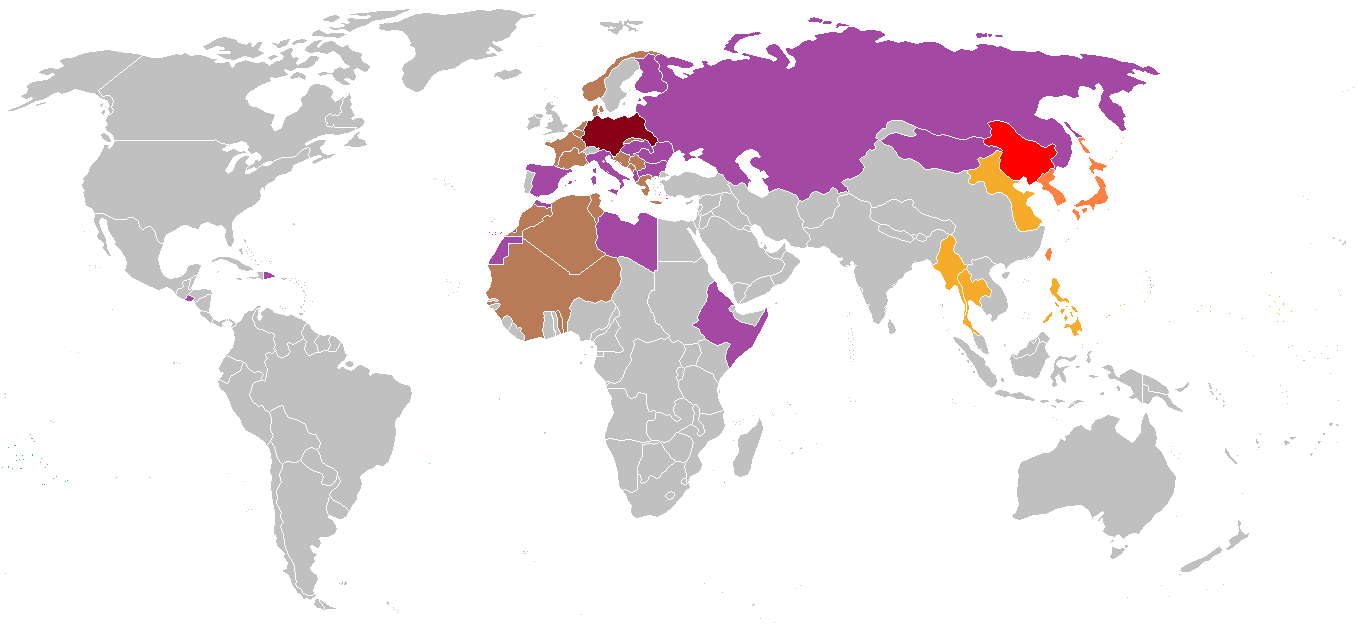
Reconhecimento estrangeiro de Manchukuo representado por estados em cores diferentes do cinza
Manchukuo
Império do Japão
Governos satélites influenciados pelos japoneses
Alemanha Nazista
Áreas ocupadas pelos alemães ou áreas sob governos satélites de influência alemã
Países que reconhecem Manchukuo

A China não reconheceu Manchukuo, mas os dois lados estabeleceram laços oficiais para comércio, comunicações e transporte. Em 1933, a Liga das Nações adoptou o Relatório Lytton, declarando que a Manchúria permanecia legitimamente parte da China, levando o Japão a renunciar à sua adesão. O caso Manchukuo persuadiu os Estados Unidos a articular a chamada Doutrina Stimson, sob a qual o reconhecimento internacional foi negado às mudanças no sistema internacional criadas pela força das armas.
Apesar da abordagem da Liga, o novo estado foi reconhecido diplomaticamente por El Salvador (3 de março de 1934) e pela República Dominicana (1934), Costa Rica (23 de setembro de 1934), Itália (29 de novembro de 1937), Espanha (2 de dezembro de 1937), Alemanha (12 de maio de 1938) e Hungria (9 de janeiro de 1939). A União Soviética estendeu o reconhecimento de facto em 23 de março de 1935, mas observou explicitamente que isso não significava reconhecimento de jure. No entanto, ao assinar o Pacto de Neutralidade Soviético-Japonês em 13 de abril de 1941, a União Soviética reconheceu Manchukuo de jure em troca do reconhecimento do Japão da integridade da vizinha Mongólia. A URSS manteve inicialmente cinco consulados-gerais em Manchukuo, embora em 1936–37 estes tenham sido reduzidos a apenas dois: um em Harbin e outro em Manzhouli. Manchukuo abriu consulados em Blagoveshchensk (setembro de 1932) e em Chita (fevereiro de 1933).
É comum acreditar que a Santa Sé estabeleceu relações diplomáticas com Manchukuo em 1934, mas a Santa Sé nunca o fez. Esta crença deve-se em parte à referência errada no filme de Bernardo Bertolucci, O Último Imperador, de 1987, de que a Santa Sé reconheceu diplomaticamente Manchukuo. Dom Auguste Ernest Pierre Gaspais foi nomeado "representante ad tempus da Santa Sé e das missões católicas de Manchukuo junto ao governo de Manchukuo" pela Congregação de Propaganda Fide (um órgão puramente religioso responsável pelas missões) e não pelo Secretariado de Estado responsável pelas relações diplomáticas com os estados. Na década de 1940, o Vaticano estabeleceu relações diplomáticas plenas com o Japão, mas resistiu à pressão japonesa e italiana para reconhecer Manchukuo e o regime de Nanquim.
Após a eclosão da Segunda Guerra Mundial, o estado foi reconhecido pela Eslováquia (1 de junho de 1940), França de Vichy (12 de julho de 1940), Romênia (1 de dezembro de 1940), Bulgária (10 de maio de 1941), Finlândia (17 de julho de 1941), Dinamarca (agosto de 1941), Croácia (2 de agosto de 1941) - todos controlados ou influenciados pela Alemanha, aliada do Japão - bem como pelo Governo Nacional Reorganizado da República da China de Wang Jingwei (30 de novembro de 1940), Tailândia (5 de agosto 1941) e Filipinas (1943) — todos sob o controle ou influência do Japão.

## Sociedade e cultura

### Símbolos nacionais
Além da bandeira nacional, a orquídea, supostamente a flor favorita de Puyi, tornou-se a flor real do país, semelhante ao crisântemo no Japão. A flor do sorgo também se tornou flor nacional por decreto em abril de 1933. "Cinco raças sob uma união" foi usado como lema nacional.

### Educação
Manchukuo desenvolveu um sistema de educação pública eficiente. O governo estabeleceu muitas escolas e faculdades técnicas, 12.000 escolas primárias em Manchukuo, 200 escolas secundárias, 140 escolas normais (para preparação de professores) e 50 escolas técnicas e profissionais. No total, o sistema contava com 600 mil crianças e jovens alunos e 25 mil professores. As crianças chinesas locais e as crianças japonesas geralmente frequentavam escolas diferentes, e as que frequentavam a mesma escola eram segregadas por etnia, com os estudantes japoneses atribuídos a turmas mais bem equipadas.
Os ensinamentos de Confúcio também desempenharam um papel importante na educação escolar pública de Manchukuo. Nas áreas rurais, os alunos foram treinados para praticar técnicas agrícolas modernas para melhorar a produção. A educação centrava-se na formação prática para o trabalho dos rapazes e no trabalho doméstico para as raparigas, tudo baseado na obediência ao “Caminho Real” e na ênfase na lealdade ao Imperador. O regime utilizou numerosos festivais, eventos desportivos e cerimônias para promover a lealdade dos cidadãos. Eventualmente, o japonês tornou-se a língua oficial, além do chinês ensinado nas escolas Manchukuo.

### Filmes
A Divisão Fotográfica, parte da seção de relações públicas da Ferrovia do Sul da Manchúria, foi criada em 1928 para produzir pequenos documentários sobre a Manchúria para o público japonês. Em 1937, a Associação de Cinema de Manchukuo foi criada pelo governo e pela Ferrovia da Manchúria do Sul em um estúdio na província de Jilin. Foi fundada por Masahiko Amakasu, que também ajudou na carreira de Yoshiko Ōtaka, também conhecido como Ri Koran. Ele também tentou garantir que Manchukuo tivesse sua própria indústria e atendesse principalmente ao público da Manchúria. A maioria dos filmes geralmente promove visões pró-Manchukuo e pró-japonesas. O General Amakasu filmou vários "documentários" mostrando cenas cuidadosamente coreografadas dignas de Hollywood do Imperador Puyi em sua capital, Xinjing (moderna Changchun), sendo aplaudido por milhares de súditos e revisando suas tropas marchando em desfiles que pretendiam ajudar a legitimar a independência de Manchukuo. Após a Segunda Guerra Mundial, os arquivos e equipamentos da associação foram utilizados pelo Changchun Film Studio da República Popular da China.

### Vestimentas
O Changshan e o Qipao, ambos derivados do traje tradicional Manchu, eram considerados vestidos nacionais em Manchukuo.
Em uma reunião com a Associação Concórdia, os organizadores idealizaram o que foi chamado de Vestimenta Concórdia, ou kyōwafuku, em 1936. Até japoneses como Masahiko Amakasu e Kanji Ishiwara o adotaram. Era cinza e uma versão civilizada do uniforme do Exército Imperial Japonês. Era semelhante às Roupas Nacionais (kokumin-fuku) usadas pelos civis japoneses na Segunda Guerra Mundial, bem como ao traje Zhongshan. Um distintivo de uma bandeira Manchukuo ou uma estrela de cinco pontas e cinco cores com as cores nacionais Manchukuo foi usado nas golas.

### Esportes
Manchukuo tinha uma seleção nacional de futebol e o futebol era considerado o esporte nacional de fato do país; a Associação de Futebol de Manchukuo foi formada em torno dele.
Manchukuo hospedou e participou de partidas de beisebol com times japoneses. Alguns dos jogos do torneio intermunicipal de beisebol foram realizados no país e disputados com times locais.
Manchukuo iria competir nos Jogos Olímpicos de Verão de 1932, mas um dos atletas que pretendia representar Manchukuo, Liu Changchun, recusou-se a ingressar na equipe e, em vez disso, ingressou como o primeiro representante chinês nas Olimpíadas. Houve tentativas das autoridades japonesas de permitir que Manchukuo participasse dos jogos de 1936, mas o Comitê Olímpico persistiu na política de não permitir que um estado não reconhecido participasse das Olimpíadas. Manchukuo teve a chance de participar das planejadas Olimpíadas de Helsinque em 1940, mas o início da Segunda Guerra Mundial impediu a realização dos jogos. Em vez disso, Manchukuo enviou atletas para competir nos Jogos do Leste Asiático de 1940 em Tóquio, organizados pelo Império Japonês, em substituição aos Jogos Olímpicos de Verão de 1940 cancelados.

### Selos e história postal
Manchukuo emitiu selos postais de 28 de julho de 1932 até sua dissolução após a rendição do Império do Japão em agosto de 1945. A última emissão de Manchukuo foi em 2 de maio de 1945.

### Pessoas notáveis

#### Políticos e militares
- Pu Yi: Imperador de Manchukuo (1934–1945); anteriormente o último imperador da China e da Dinastia Qing
- Pujie: Chefe da Guarda Imperial Manchukuo (1933–1945), irmão mais novo de Puyi, e ex-príncipe Qing
- Imperatriz Wanrong: Imperatriz de Manchukuo (1934–1945) e Imperatriz Consorte de Puyi
- Jin Yunying: Irmã mais nova de Puyi e ex-princesa Qing
- Yoshiko Kawashima: Espiã do Exército Kwantung e Manchukuo e ex-princesa Qing
- Zheng Xiaoxu: Primeiro Primeiro Ministro de Manchukuo (1932–1935) e conselheiro próximo e tutor de Puyi
- Luo Zhenyu: Presidente da Sociedade de Cooperação Cultural Japão-Manchukuo, tutor e conselheiro de Puyi e leal a Qing
- Zhang Jinghui: Segundo e último primeiro-ministro de Manchukuo (1935–1945), Ministro das Relações Exteriores (1937) e Ministro da Defesa (1932–1935)
- Ma Zhanshan: Ministro da Defesa (1932) e governador da província de Heilongjiang (1931–1933); ex-general chinês que foi um dos principais líderes contra os japoneses durante a invasão da Manchúria
- Xi Qia: Ministro da Casa Imperial e Ministro do Interior (1935–1945) e posteriormente Ministro das Finanças (1932–1935)
- Zang Shiyi: Governador da província de Liaoning, Presidente do Senado (1935–1945), Vice-Ministro dos Assuntos Internos e embaixador do Governo Nacional Reorganizado da China
- Xie Jieshi: Ministro das Relações Exteriores (1932–1935), embaixador no Japão e Ministro da Indústria
- Yu Zhishan: Ministro da Defesa (1935–1939), comandante-chefe do 1º Exército e Ministro do Exército
- Sun Qichang: Diretor do Monopólio Estatal de Bebidas Espirituosas e Tabaco, governador da província de Heilongjiang, governador da província de Longjiang, Ministro das Finanças e Ministro dos Assuntos Civis
- Liu Menggeng: Governador da província de Rehe (1934–1937)
- Bao Guancheng: Prefeito de Harbin e embaixador no Japão
- Zhang Yanqing: Ministro das Relações Exteriores (1935–1937), Ministro da Indústria e codiretor da Associação Concordia
- Li Shaogeng: Ministro das Relações Exteriores (1942–1944), Ministro dos Transportes e Enviado Especial ao Governo Nacional Reorganizado da China
- Ruan Zhenduo: Secretário-chefe da província de Liaoning, cofundador da Associação Concordia, Ministro das Relações Exteriores (1944–1945), Ministro da Educação (1935–1937), Ministro dos Transportes (1940–1942) e Ministro das Finanças (1942– 1944)
- Ding Jianxiu: Ministro dos Transportes (1934–1935) e Ministro das Empresas (1935–1937)
- Lü Ronghuan: Prefeito de Harbin, Governador do Município Especial de Harbin (1933–1935), Governador da Província de Binjiang (1934–1935), Ministro dos Assuntos Civis (1935–1937) (1940–1941), Ministro das Empresas (1937), Ministro das Indústrias (1937–1940) e enviado especial ao Governo Nacional Reorganizado da China (1941–1944)
- Yuan Jinkai: Senhor Guardião do Selo Privado
- Li Yuan: Cofundador do Conselho Autônomo de Hebei Oriental
- Tong Jixu: Chefe de Segurança do Departamento da Casa Imperial
- Zhang Haipeng: Governador da província de Rehe (1933–1934), Comandante do Exército Taoliao, Comandante do Exército da Guarda de Rehe
- Li Jizhun: General e comandante do Exército de Salvação Nacional (uma força fantoche japonesa)
- Liu Guitang: Soldado e comandante Manchukuo, envolvido nas ações na Mongólia Interior (1933–1936)
- Cui Xingwu: Oficial do 55º exército de Rehe sob o comando de Tang Yulin e comandou a 9ª brigada de Cavalaria durante a Batalha de Rehe antes de posteriormente desertar para os japoneses; mais tarde envolvido nas ações na Mongólia Interior
- Yangsanjab: Chefe da Bandeira Média da Ala Esquerda de Khorchin e um príncipe mongol do sudeste da Mongólia

#### Cultura
- Jue Qing: Escritor; mais tarde rotulado como "traidor da nação chinesa" [174]

#### Líderes brancos russos
- Vladimir Kislitsin: Ex-oficial do Exército Imperial Russo e mais tarde comandante do Movimento Branco
- Grigory Mikhaylovich Semyonov: Ex-soldado do Exército Imperial Russo e general do Movimento Branco; empregado por Puyi, o imperador de Manchukuo
- Urzhin Garmaev: General do movimento branco que serviu no Exército Imperial Manchukuo como tenente-general
- Konstantin Petrovich Nechaev: Ex-oficial do Exército Imperial Russo e general do movimento Branco; viveu em Manchukuo após sua fundação
- Konstantin Rodzaevsky: Líder do Partido Fascista Russo baseado em Manzhouli, Manchukuo

#### Coreanos notáveis
- Park Chung Hee: Alistou-se e serviu no Exército Imperial Manchukuo durante a Segunda Guerra Mundial como tenente; mais tarde serviu na Guerra da Coreia e tornou-se general do Exército da República da Coreia e 3º Presidente da Coreia do Sul; assassinado em 1979
- Chung Il-kwon: Serviu no Exército Imperial Manchukuo como capitão durante a Segunda Guerra Mundial; mais tarde serviu na Guerra da Coréia e tornou-se general do exército sul-coreano e posteriormente serviu como ministro das Relações Exteriores e 8º primeiro-ministro da Coreia do Sul
- Paik Sun-yup: Alistou-se no Exército Imperial Manchukuo durante a Segunda Guerra Mundial como primeiro-tenente e serviu na Força Especial Gando; mais tarde ingressou no Exército Sul-Coreano e serviu na Guerra da Coreia como general; morreu em 10 de julho de 2020
- Kim Chang-ryong: ingressou no Exército Imperial Japonês em Manchukuo e serviu na Polícia Militar como detetive para caçar toupeiras no Kenpeitai e nos Comunistas; mais tarde ingressou no Exército Sul-Coreano como oficial de alta patente e tornou-se chefe do Serviço Nacional de Inteligência; assassinado em 1956 por colegas do exército

## Na cultura popular
Em Tintin: The Blue Lotus, de Hergé, de 1934, Tintin e Snowy são convidados para ir à China no meio da invasão japonesa da Manchúria em 1931, onde ele revela as maquinações de espiões japoneses e descobre uma rede de contrabando de drogas.
A série de rádio australiana de 1944, Forgotten Men, foi ambientada no país.
Em The Human Condition (1959), de Masaki Kobayashi, Kaji, o protagonista principal, é um supervisor de trabalho designado para uma força de trabalho composta por prisioneiros chineses em uma grande operação de mineração na Manchúria colonizada pelos japoneses.
O filme de Bernardo Bertolucci, O Último Imperador, de 1987, apresentou um retrato de Manchukuo através das memórias do Imperador Pu Yi, durante seus dias como prisioneiro político na República Popular da China.
O romance de 1995 de Haruki Murakami, The Wind-Up Bird Chronicle, trata muito de Manchukuo por meio do personagem do Tenente Mamiya. Mamiya relembra, pessoalmente e por correspondência, seu tempo como oficial do Exército Kwantung em Manchukuo. Embora o período abrangido por estas recordações se estenda por muitos anos, o foco está no último ano da guerra e na invasão soviética da Manchúria.
O faroeste sul-coreano de 2008, The Good, the Bad, the Weird, se passa no deserto da Manchúria dos anos 1930.

O romance de 2007 de Michael Chabon, The Yiddish Policemen's Union; nesta alternativa, 2007, Manchukuo separou-se do resto da China e é uma nação independente por direito próprio, e tem o seu próprio programa espacial.